# Cuisine napolitaine

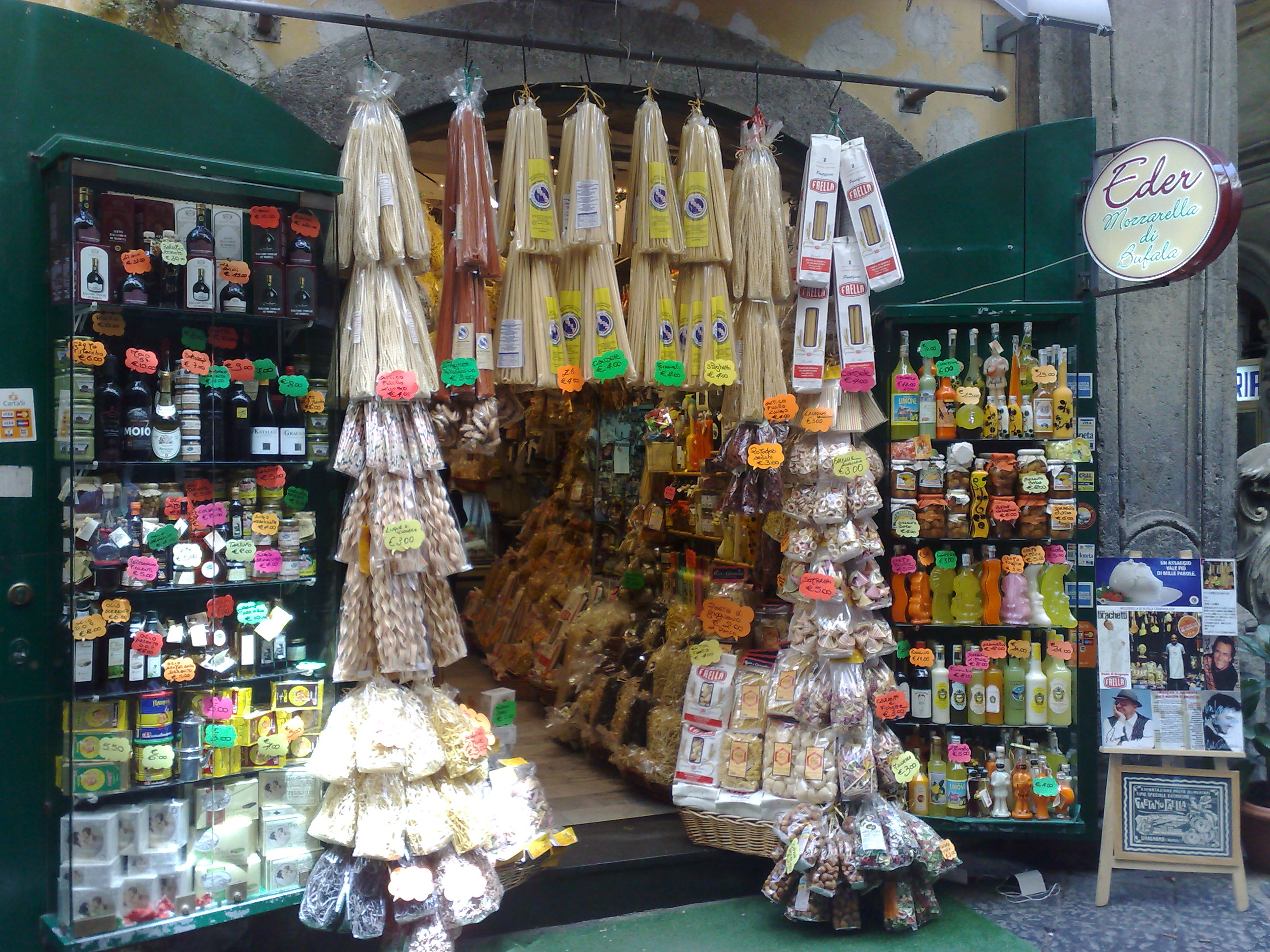
Un commerce de produits napolitains (Naples).

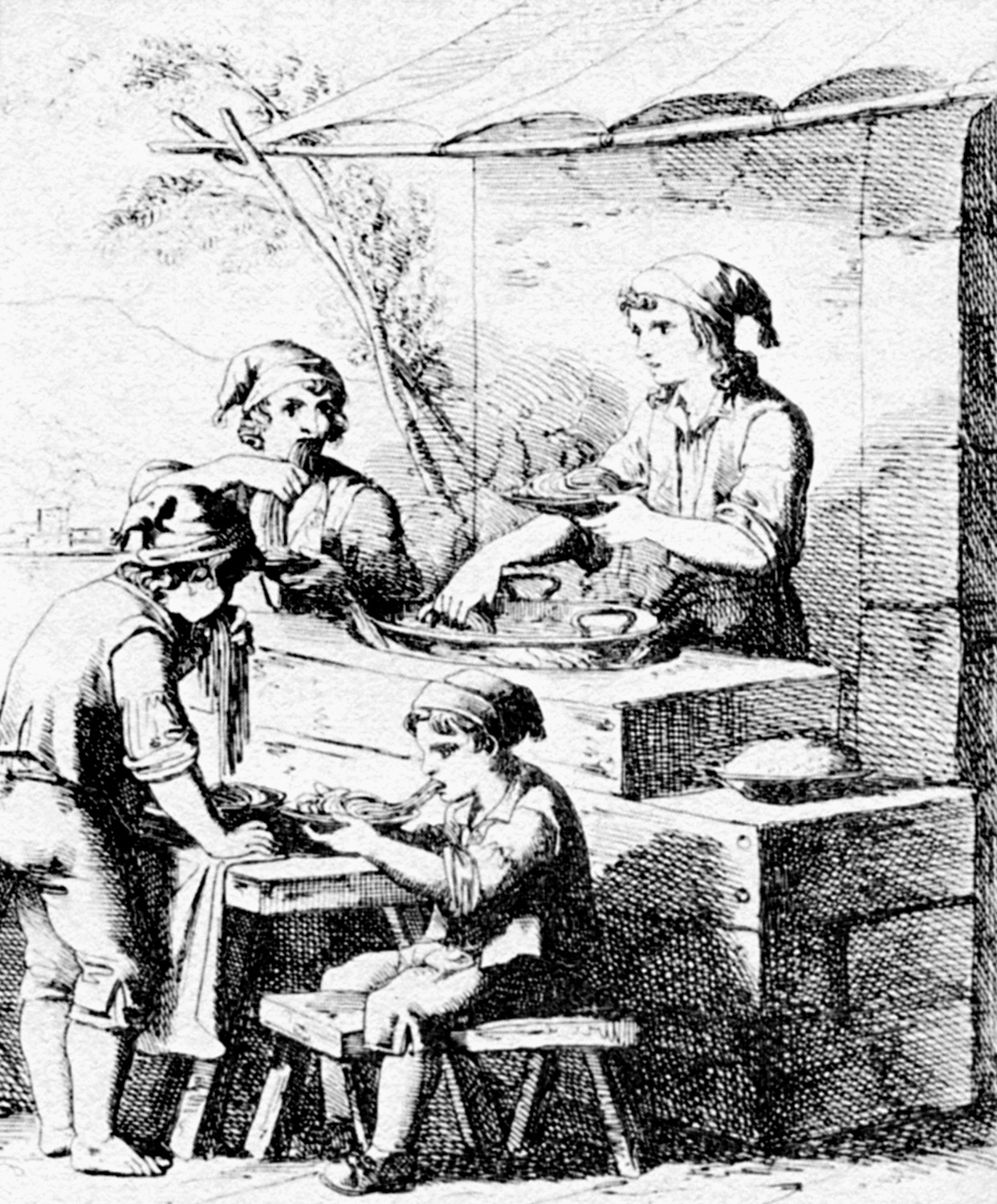
Mendiants napolitains mangeant des macaronis, gravure de Bartolomeo Pinelli (1781-1835).

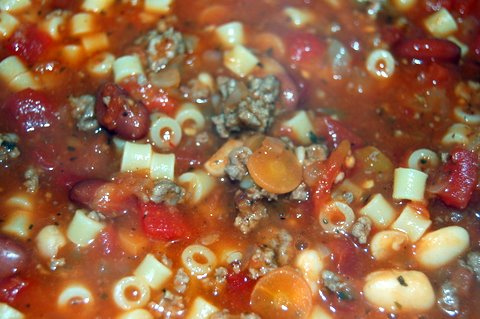
Pasta e fagioli, une recette très populaire de la cuisine napolitaine.

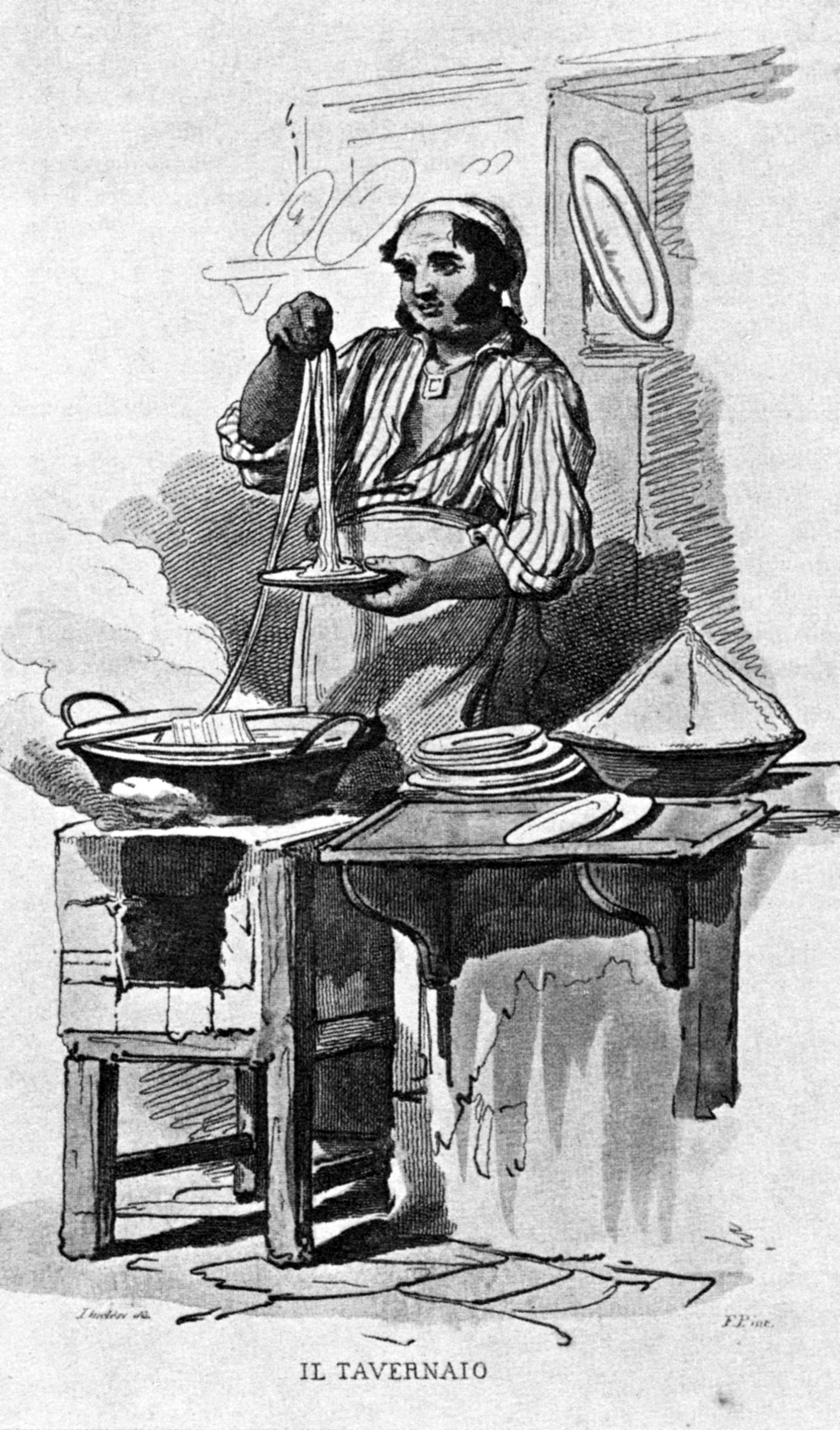
Le Tavernier, lithographie tirée d'un original de Teodoro Duclère (1816-1867).

La cuisine napolitaine possède des racines qui remontent à l'Antiquité grecque et romaine. Elle a été enrichie, au cours des siècles, par l'apport des différentes cultures qui ont, tour à tour, dominé la ville et son arrière-pays. La créativité des Napolitains eux-mêmes a été cruciale dans le développement d'une variété de plats et de recettes qui composent aujourd'hui le patrimoine culinaire parthénopéen.
Du fait du rôle de capitale du royaume de Naples joué par la ville, la cuisine napolitaine a également intégré une grande partie des traditions culinaires de la Campanie, produisant ainsi un juste équilibre entre les ingrédients d'origine terrestre (comme les pâtes alimentaires, les légumes, les produits laitiers) et ceux venus de la mer (poissons, crustacés ou mollusques).
À la suite des dominations espagnole et française s'est créée une démarcation entre cuisine aristocratique et cuisine populaire. La première, caractérisée par des plats élaborés d'inspiration étrangère, copieux et préparés avec des ingrédients coûteux (timballi, sartù di riso), la seconde liée aux ingrédients terrestres : céréales, fèves, légumes, comme la très populaire recette des pasta e fagioli.
À la suite des réinterprétations et appropriations intervenues au cours des siècles, intégrant progressivement des éléments de la culture culinaire plus noble, la cuisine napolitaine possède aujourd'hui une très large gamme de plats dont certains, bien que préparés avec les ingrédients les plus simples, apparaissent extrêmement raffinés.
Nonobstant les apports allogènes intervenus au cours des siècles, y compris le siècle passé, la cuisine napolitaine conserve encore aujourd'hui un répertoire de plats, d'ingrédients et de recettes qui constitue une entité culturellement unique.

## Histoire

### Époque gréco-romaine

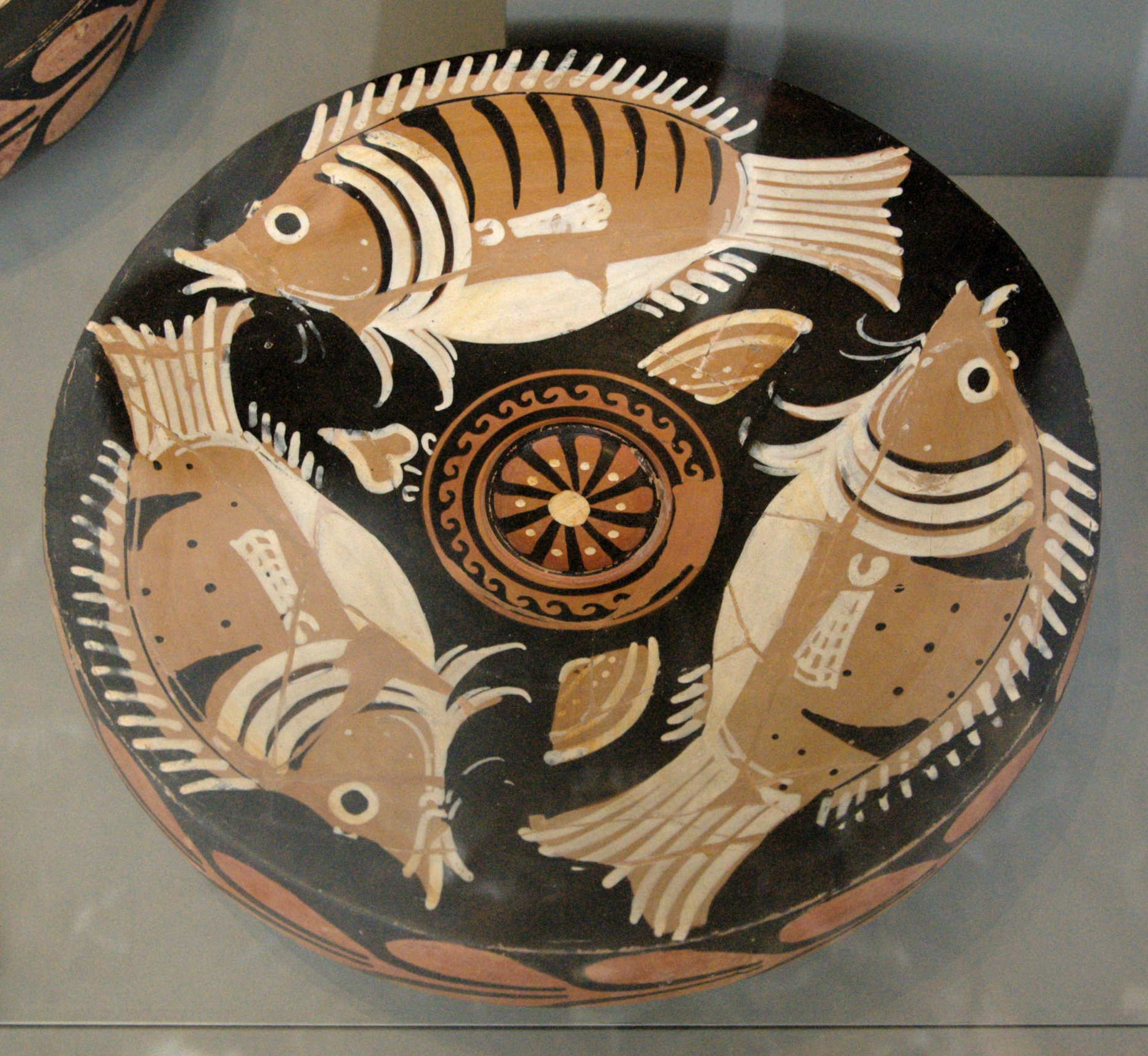
Plat grec à décor de poissons, probablement destiné à présenter des produits de la pêche, Altes Museum (Berlin). Provenance : Grande-Grèce.

Les trouvailles archéologiques apportent parfois des informations sur les traditions culinaires de la période gréco-romaine. Parmi les indices concernant les goûts de la période classique, on peut citer plusieurs plats d'origine grecque représentant des poissons et des mollusques, indiquant que ces produits de la pêche étaient consommés à l'époque. Plusieurs fresques de Pompéi représentent des corbeilles de fruits, figues, grenades. À l'intérieur de la villa Poppaea se trouve une peinture représentant un dessert dont il n'est pas possible de deviner la composition.
On peut probablement faire remonter au garum de l'époque romaine la colature d'anchois, typique de Cetara, une réminiscence des préparations aigres-douces caractéristiques de la cuisine d'Apicius et des antiques Romains, tout comme l'usage d'ajouter des raisins secs à des recettes salées, comme la pizza di scarola ou les braciole al ragù. Le terme scapece, définissant une préparation typique de courgettes au vinaigre et à la menthe, pourrait provenir du latin ex Apicio.
L'emploi du blé dans la préparation de la pastiera, un dessert typique préparé pour la fête de Pâques, pourrait avoir une signification symbolique liée au culte de Cérès et aux rites païens célébrés durant la période de l'équinoxe de printemps. Les struffoli de Noël prennent leur nom du mot grec στρόγγυλος, stróngylos, qui signifie « de forme ronde ». Le mot pizza, enfin, dérive probablement de pinsa, participe passé du verbe latin pinsere, qui signifie « aplatir ». La pinsa désigne d'ailleurs encore aujourd'hui une pâte aplatie analogue à la pizza et consommée dans la région de Rome.
Lucullus possédait à Naples, entre le Monte Echia (aujourd'hui Pizzofalcone) et l'îlot de Megaride, un splendide palais où se dresse aujourd'hui le castel dell'Ovo. La villa était entourée par la mer et Lucullus avait fait construire, dans les environs, des viviers destinés à l'élevage des poissons, et en particulier des murènes, qui figuraient au menu des somptueux banquets organisés par le maître de maison.

### Moyen Âge
C'est à Naples, au début du XIVe siècle, qu'a été composé, en latin, à l'initiative d'un courtisan du roi Charles II d'Anjou, l'un des plus anciens livre de recettes connus à ce jour, le Liber de coquina. Le livre contient des recettes provenant de différentes cours princières et royales, principalement françaises et napolitaines, mais intègre également des influences arabes et espagnoles, ainsi que des autres régions d'Italie. Une partie du recueil est consacré aux légumes :

« Mettre les pois chiches à tremper pendant une nuit dans une lessive de soude bien salée.

Le lendemain matin, rincer abondamment avec de l'eau tiède.

Mettre à cuire dans de l'eau tiède et, à la fin de la cuisson,

assaisonner avec du sel, de l'huile ou un autre genre de matière grasse. »

— Anonyme du XIVe siècle, Liber de coquina.

### XVIesiècle

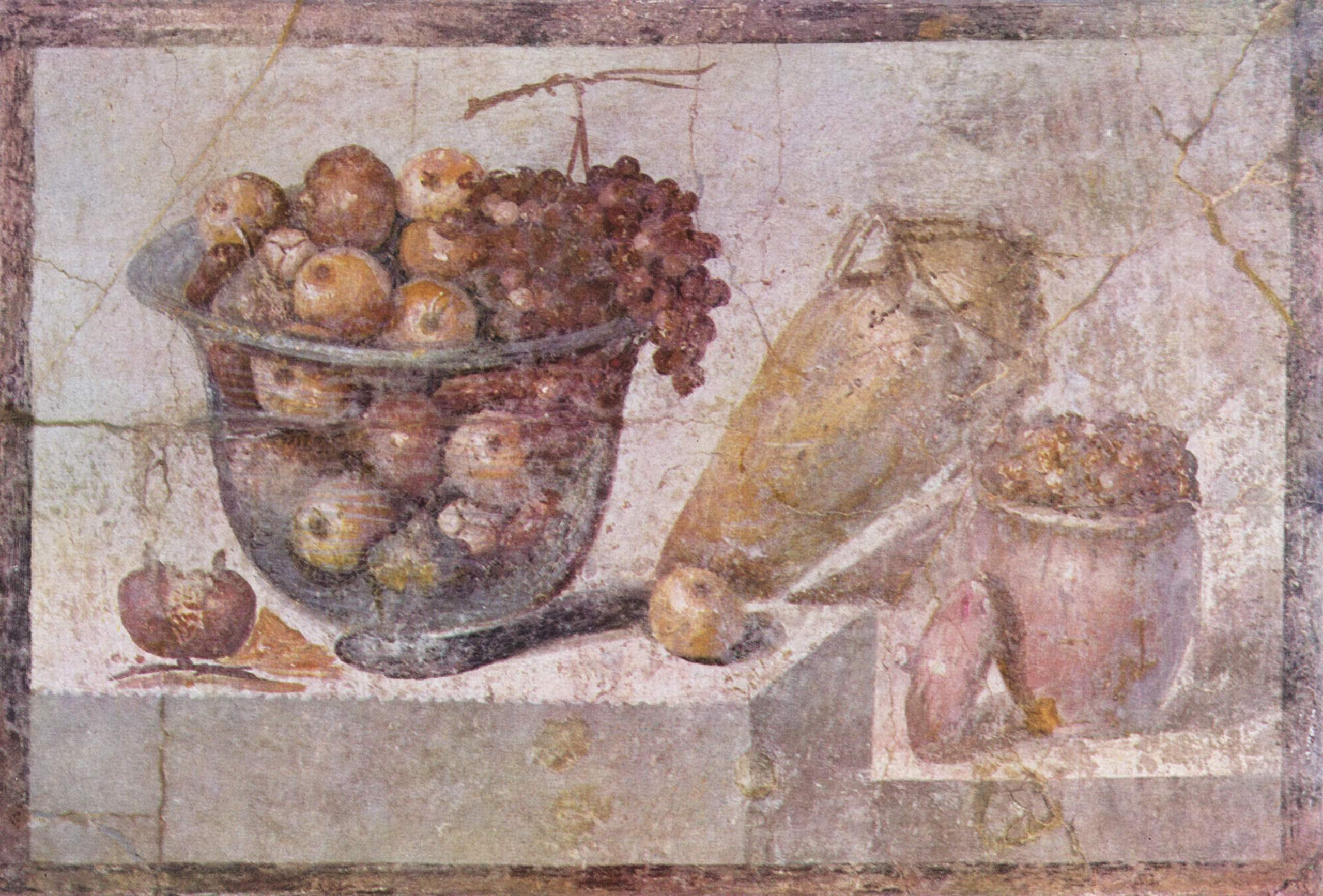
Fresque de Pompéi représentant des fruits. Provenance : musée archéologique national de Naples.

Parmi les premiers auteurs à retranscrire des recettes napolitaines, on trouve Cristoforo da Messisbugo, familier de la Maison d'Este et promu comte palatin par Charles Quint, en 1533. Il rapporte une recette de macaronis à la napolitaine :

« Pour faire dix assiettes de macaroni à la napolitaine

Prends huit livres de fleur de farine et la mollena d'un gros pain mouillé dans de l'eau rougie, quatre œufs frais et quatre onces de sucre.
Mélange bien tout cela pour obtenir une pâte que tu malaxeras un bon moment.
Puis, tu en feras des boules, plutôt grosses que fines,
que tu tailleras en lanières étroites et longues. Et tu les laisseras reposer et durcir.
Puis tu les plongeras dans un bouillon gras bouillant et tu les serviras dans des assiettes,
ou sur des chapons, canards ou autres, avec du sucre et de la cannelle, dedans ou dessus.
Pour les jours maigres, tu les cuiras à l'eau, sans gras, ou avec du beurre frais si tu le souhaites. »

— Cristoforo da Messisbugo, Banchetti composizioni di vivande e apparecchio generale.
Plus tard, mais toujours au XVIe siècle, Bartolomeo Scappi, cuisinier du pape, fera également référence à la cuisine napolitaine. Il évoque, entre autres, la recette, « pour faire la tourte royale au pigeon, appelée par les Napolitains pizza di bocca di dama (de bouche de dame) » ou bien « pour faire des gâteaux de diverses sortes, appelées pizzas par les Napolitains ».
À cette époque, le terme « pizza » ne se référait pas forcément à la préparation que nous connaissons aujourd'hui.
La cuisine napolitaine de la fin du XVIe siècle est documentée dans le Portrait de Naples (Ritratto di Napoli) de Giovan Battista del Tufo (1588). Les ingrédients les plus représentés sont les fruits et les légumes, particulièrement les brocolis, agrémentés de sardines, d'ail sauté et de jus de citron. Le poisson est également très présent et la viande, préparée avec des ingrédients aigres-doux comme les prunes, l'ail, les raisins secs et les pignons de pin, amandes et cannelle. Très usités également, les produits laitiers, les pâtes de toutes sortes et de nombreux types de vins encore produits de nos jours, comme l'Aglianico, le Fiano di Avellino et l'Asprinio.

### XVIIesiècle

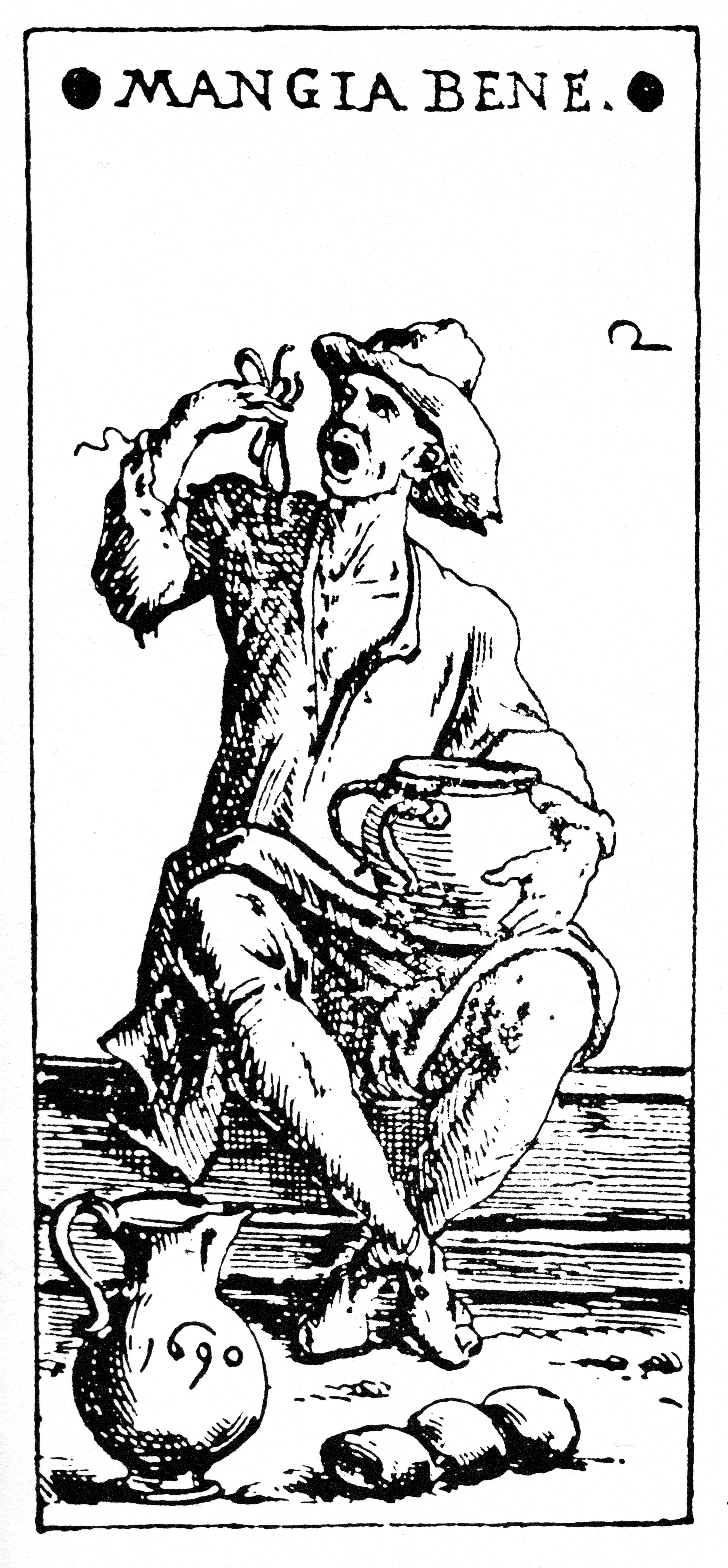
Pauvre napolitain dégustant des macaronis. Gravure datée de 1690, une des premières représentations de cette scène, accompagnée par l'inscription « Mangia bene » (« Bon appétit »).

Au XVIIe siècle, le peuple de Naples souffre de la faim, et le mât de Cocagne, avec ses prix en nature (pain, fromages, charcuteries, viandes) devient l'élément central des festivités que la noblesse concède aux plus pauvres : « festa farina e forca » (« Fête, farine et potence ») sont les trois fondements du gouvernement de l'époque. Entre le XVIe siècle et le XVIIe siècle, les goûts alimentaires évoluent avec la diffusion des produits importés d'Amérique : tomates, pommes de terre, poivrons, cacao, dinde, tandis que, progressivement, le goût des préparations aigres-douces s'estompe.
Avec l'expansion démographique de la ville, les Napolitains, autrefois surnommés mangiafoglie (« mange-feuilles »), deviennent les mangiamaccheroni (« mangeurs de macaronis »), privilégiant peu à peu les ingrédients qui peuvent se conserver longtemps à ceux plus périssables. Les pâtes alimentaires sont travaillées dans des formes variées, à l'origine des formats les plus populaires : vermicelles, perciatelli (bucatini), pàccari (paccheri) et ziti.
À la fin du siècle, l'auteur Antonio Latini présente des exemples de cuisine napolitaine, comme la minestra di foglia alla napoletana :

« On prend une poule et on la met à cuire avec la viande de vache, quand celle-ci est plus qu'à moitié cuite, pour que la poule ne se défasse pas. On y ajoute des langues de porc salées, mais bouillies, de la viande salée qu'on a auparavant mise à tremper, un salami, un morceau de filet, un morceau de ventrèche de porc, os à moelle, un morceau de lard et son sel, à proportion et quand les choses susdites seront cuites, tu mettras le bouillon que tu auras recueilli dans une poêle, en taillant les choses susdites en tranches et la poule encore, ou un chapon. Réservant tout, tu mettras dans le bouillon un tiers de tout ce que tu as détaillé en tranches et tu y ajouteras torzi farcis, des courges et des oignons tout pareillement farcis de veau haché battu avec des jaunes d'œufs et un peu de mie de pain mouillée de bouillon, des raisins secs, des pignons de pin, au bon moment, raisins verts et la farce que tu auras faite servira à remplir toutes les choses susdites avec les épices habituelles et les herbes aromatiques. Tu pourras aussi y ajouter de la laitue ou de la scarole farcie ; tu pourras accommoder la viande qui sera restée de côté dans une poêle ou un autre récipient, entrelardée de tranches fines de fianchetto ripieno, avec la zizza bouillie auparavant, une saucisse coupée dans sa longueur (enlève la peau), des tranches très fines de fromage parmesan, des champignons de Gênes, d'abord dessalés et bouillis avec des os à moelle (ossa mastre), en surveillant le bouillon qui, s'il est bon, fera une bonne soupe… »

— Antonio Latini, Lo scalco alla moderna.

### XVIIIesiècleetXIXesiècle
Au XVIIIe siècle, l'influence de la culture française se répand dans toute l'Europe, ainsi que ses habitudes culinaires. À la cour des Bourbons de Sicile, on voit arriver des cuisiniers français, les monzù (napolétanisation de « monsieurs ») et des plats typiques de la cuisine napolitaine prennent des noms français : ragù (« ragoût »), gattò (« gâteau »), crocchè (« croquettes »). Un des plus grands cuisiniers à se distinguer dans les cours napolitaines, entre le XVIIIe siècle et le XIXe siècle, a été Vincenzo Corrado, auquel on doit le développement des recettes de timballi et d'autres préparations élaborées, notamment de viandes et de gibier, ainsi que des descriptions de somptueux banquets.
En 1773, Vincenzo Corrado écrit Il cuoco galante dans lequel on retrouve nettement l'influence française dans la cuisine napolitaine. Outre les goûts alimentaires, l'esthétique du dressage prend une certaine importance et Corrado insiste sur la décoration et la manière de dresser la table pour les banquets. L'œuvre de Corrado présente également différentes recettes de sorbets, ainsi que le café qui, à la différence de l'expresso, était bouilli dans des cafetières spéciales.

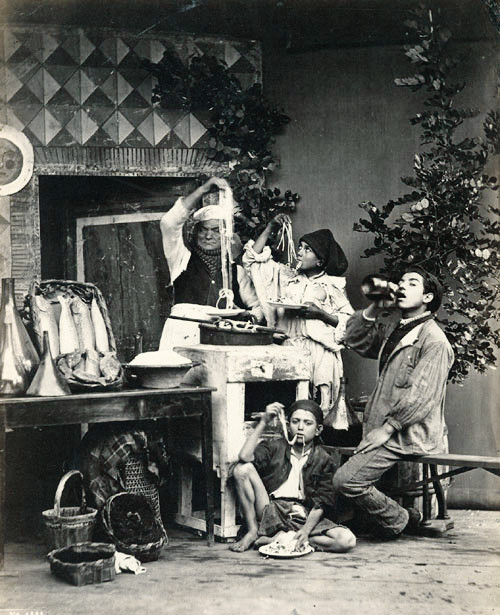
Mangeurs de spaghettis (avant 1886), Giorgio Sommer (1834-1914).

Au XIXe siècle, la bourgeoisie prend de l'importance. C'est dans ses cuisines que vont se conjuguer la tradition culinaire d'origine populaire et le raffinement de la cuisine nobiliaire. C'est le moment où les personnages typiques de l'iconographie napolitaine deviennent célèbres, comme le maccaronaro, le sorbettaro, le franfelliccaro (vendeur de bonbons, de barbe à papa et autres confiseries artisanales), l’acquaiolo, le mellonaro, l‘ostricaro. La première usine de pâtes alimentaires est inaugurée par Ferdinand II des Deux-Siciles, en 1833, et la production devient significative à Portici, Torre del Greco, Torre Annunziata et Gragnano, dans les zones où le climat favorise la dessiccation naturelle des pâtes.
Les meilleures recettes de cuisine napolitaine du XIXe siècle sont couchées sur le papier par Ippolito Cavalcanti, duc de Buonvicino, qui publie, en 1837, la première édition de sa Cucina teorico-pratica, à laquelle il ajoute, dans la seconde édition (1839), un appendice intitulé Cusina casarinola co la lengua napolitana.
Dans la Cucina apparaît la recette du ragù traditionnel.
Matilde Serao nous fournit les premières informations sur les recettes des classes les plus pauvres de la population de Naples. Dans son ouvrage, intitulé Ventre di Napoli, elle décrit des recettes populaires, comme la zuppa di meruzze et la zuppa di freselle, faite avec un bouillon de poulpe.

### XXesiècle
Avec ses deux guerres mondiales, le XXe siècle introduit des changements profonds dans la vie des Napolitains, ainsi que les inévitables répercussions sur les traditions culinaires. Les restrictions qui accompagnent les périodes de conflit imposent aux plus démunis l'usage d'ingrédients d'ordinaire mis au rebut, comme les gousses de fève et de pois.
Avec le miracle économique italien et le développement des communications s'ouvre une période d'échanges avec les autres traditions culinaires italiennes et avec la cuisine internationale. Alors que McDonald's installe ses boutiques à Naples et que les plats préparés envahissent les rayons des supermarchés, les nutritionnistes commencent à réévaluer les régimes méditerranéens, dont la cuisine napolitaine traditionnelle, avec sa richesse en glucides, en légumes, poissons et huile d'olive, peut être considérée comme un des meilleurs exemples.
Le XXe siècle est aussi le siècle pendant lequel les plats les plus célèbres de la cuisine napolitaine vont se diffuser à l'ensemble de la planète : spaghettis, pizza, avec des adaptations et des variantes qui, à leur tour, reviennent vers Naples, où quelques pizzerias, par exemple, ont commencé à servir de la pizza à l'ananas.
L'identité de la cuisine napolitaine reste cependant solide et la créativité culinaire des Napolitains continue à alimenter les livres de cuisine, avec, par exemple, la création, en 1978, de la delizia al limone.

### XXIesiècle
Le début du nouveau millénaire est marqué par l'internationalisation des échanges dont on continue à observer les répercussions sur la cuisine napolitaine, comme l'usage du poisson cru, dans une interprétation napolitaine du sushi japonais. Plusieurs chaînes de restauration proposent maintenant des cartes exclusives de cuisine napolitaine dans toute l'Italie, et également à l'international.

## Principaux ingrédients

### Pâtes
Il existe une grande variété de pâtes alimentaires utilisées dans la cuisine napolitaine, qui préfère les pâtes de semoule de blé dur, de production industrielle, à celles faites à la maison, plus communes dans l'arrière-pays et dans les autres régions d'Italie. La production de masse des pâtes napolitaines remonte au moins au XVIe siècle, quand se trouvèrent réunies les conditions idéales pour les faire sécher et les conserver. À Naples, le temps de cuisson des pâtes est très important et elles doivent être cuites al dente, surtout si elles doivent ensuite être cuisinées à la poêle.
Parmi les variétés les plus répandues, on trouve, outre les plus classiques (spaghettis, linguine et bucatini), des formes locales typiques, comme les paccheri et les ziti, qui sont traditionnellement brisées à la main avant d'être cuites et accommodées avec le ragù.
Pour la préparation des pâtes avec des féculents, on utilise aussi la pasta mista (pasta ammescata), qui était autrefois vendue à un prix plus bas, car constituée des chutes provenant de la fabrication d'autres formats de pâtes (elle est aujourd'hui fabriquée et proposée comme un produit à part). On se doit de mentionner également les gnocchi, préparés avec un mélange de farines de blé et de pommes de terre. Il existe également des formes de pâtes moins traditionnelles, mais très répandues de nos jours, comme les scialatielli.

### Tomate

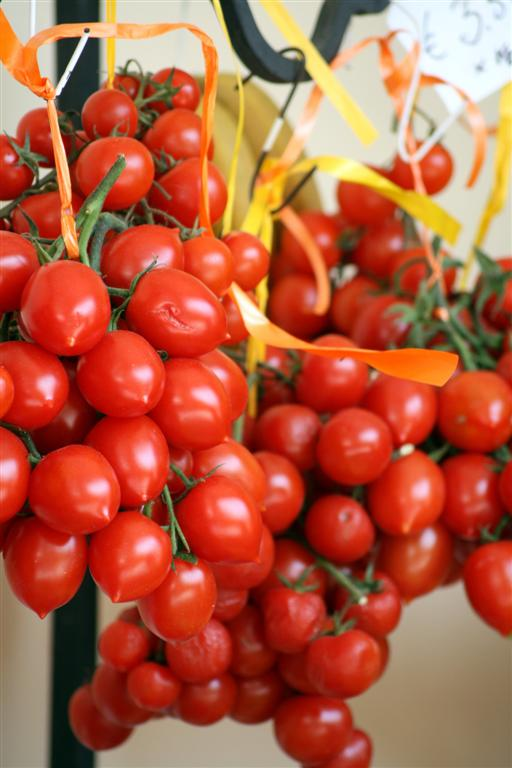
Pomodorino del Piennolo del Vesuvio, petite tomate des pentes du Vésuve.

La tomate (pomodoro), originaire du Nouveau Monde, a été importée en Europe par les Espagnols au XVIe siècle, mais elle a été ignorée, du point de vue alimentaire, pendant près de deux siècles. Ce n'est qu'entre la fin du XVIIIe siècle et le début du XIXe siècle que la sauce tomate s'est imposée dans de nombreuses recettes et que la culture de la tomate s'est répandue, jusqu'à devenir une des plus importantes productions agricoles de Campanie. Parmi les variétés les plus célèbres à Naples, on peut citer la tomate San Marzano dell'Agro Sarnese-Nocerino, quasiment disparue à la fin du XXe siècle et récemment remise en culture, ainsi que le pomodorino del Piennolo del Vesuvio, qui se conserve longtemps quand il est cueilli en grappes que l'on pend au balcon ('o piennolo).
C'est à Naples que se sont développées les conserveries qui exportent dans le monde entier les tomates pelées (les célèbres pelati), ainsi que le concentré de tomates. Les techniques ménagères pour en faire des conserves sont variées : conserves de tomates en bouteilles, en morceaux ou moulinées, pour être toujours prêtes aux usages les plus variés, en passant par le concentré (la conserva,) pour lequel les tomates sont réduites jusqu'à obtenir une pâte sombre et veloutée.

### Légumes

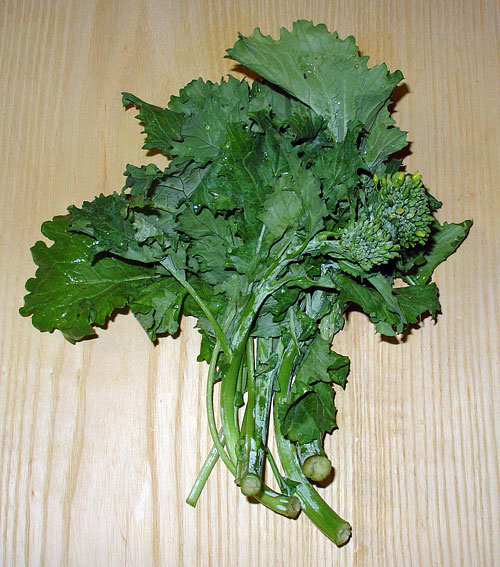
Bouquet de rapini, ou friarelli (brocoli-rave), un légume-feuilles typique de la région de Naples.

Les plats basés sur les produits maraîchers de la Campanie, comme la parmigiana ou les peperoni ripieni (« poivrons farcis »), peuvent occuper une place centrale sur les tables napolitaines. Parmi les produits maraîchers les plus typiques, on peut citer le brocoli-rave, la chicorée endive, normale ou frisée, diverses variétés de brocolis, la verza, ou chou de Milan, les légumes à potage et les puntarelle (chicorée-asperge). Tous les types de féculents sont très répandus.
Les courgettes sont très utilisées en cuisine ; les plus grosses sont préparées a scapece, frites et assaisonnées au vinaigre et à la menthe. Les fleurs mâles des courgettes peuvent être préparées frites dans une pâte à beignet. Ce sont des alternatives très appréciées aux sciurilli, qui sont des fleurs de potiron ; les courgettes ont des fleurs mâles et femelles séparées. Les fleurs femelles se trouvent sur les jeunes pousses de courgettes, mais ce sont les fleurs mâles qui sont les meilleures à frire en sciurilli. Les germes de courgettes cueillis à la fin de l'été, après la phase de production, sont nommés talli et peuvent être utilisés pour faire d'excellentes soupes ou être sautés à la poêle. Dans la famille des cucurbitaceae, on trouve localement la lagenaria longissima, ou zucchetta del prete (« courgette de curé »), au goût délicat, excellente pour accompagner les pâtes, ou en soupe avec des tomates.
Outre les classiques poivrons rouges ou jaunes, de grande taille, on trouve à Naples des peperoncini verts et doux, qui se préparent frits. Les artichauts les plus appréciés sont les mammarelle, gros, ronds, et dont l'extrémité des feuilles est violette. Ils se dégustent ébouillantés, avec un pinzimonio (assaisonnement minimaliste fait d'huile, de sel et de poivre).
La salade accompagne de nombreux plats, tout particulièrement ceux à base de poisson. On utilise l'incappucciata (identique à celle que l'on nomme aujourd'hui « iceberg »), plus croquante que la laitue, que l'on mélange aux carottes, au fenouil, à la roquette (plante spontanée qui était autrefois ramassée dans les campagnes et vendue par les marchands ambulants avec la plus humble pucchiacchella), les radis (ravanelli), traditionnellement la variété longue et piquante, devenue aujourd'hui de plus en plus rare, au profit de la variété ronde, plus douce. La salade de tomates domine la période estivale. On l'assaisonne avec oignon, basilic, origan et huile d'olive. On y ajoute une cuillère d'eau qui stimule la macération et provoque la formation d'une sauce dans laquelle on peut tremper son pain.
Les olives noires utilisées dans la cuisine napolitaine proviennent de Gaète, une ville située au nord de Naples, qui faisait autrefois partie du royaume des Deux-Siciles.

### Fromages et produits laitiers
« Fais-toi donner une livre de mozzarella di Aversa, toute fraîche !
Assure-toi qu'elle soit bonne : prends-la entre deux doigts, presse-la.
Si le lait coule, achète, sinon, renonce ! »

— Enzo Turco, dans une scène du film Misère et noblesse (1954), avec Totò.

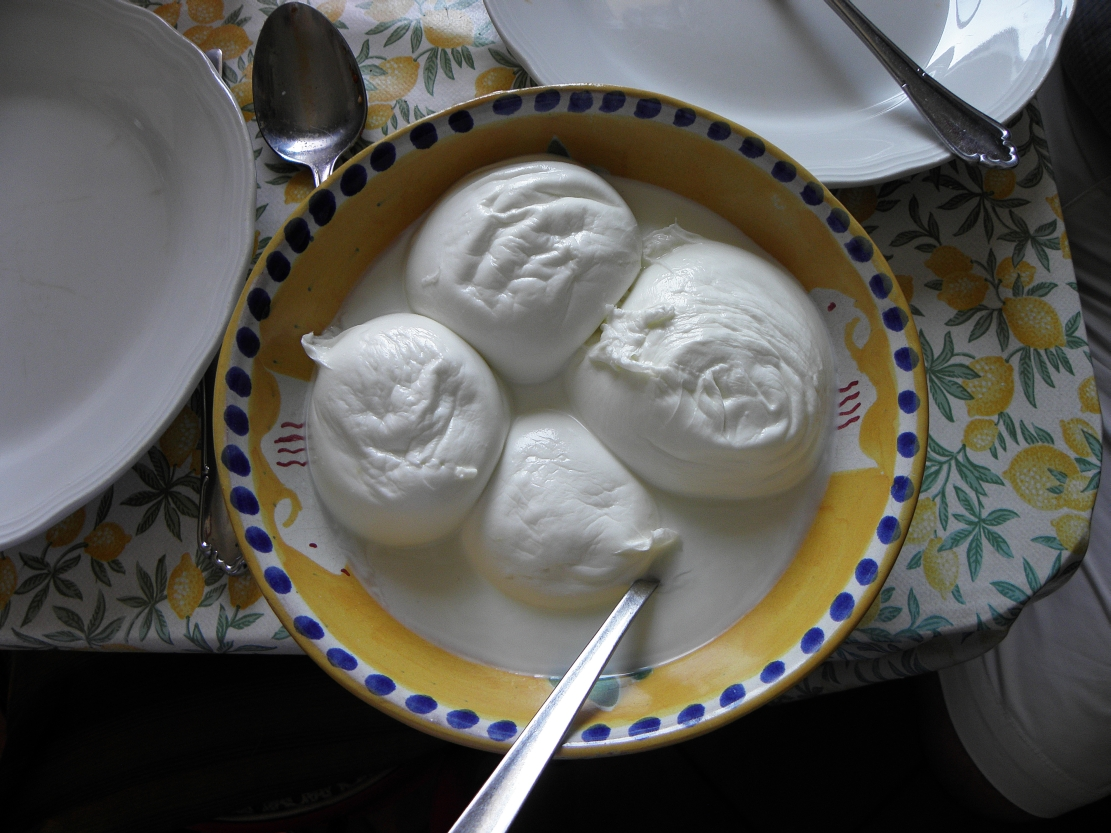
La Mozzarella di Bufala Campana est le produit laitier typique de la Campanie.

Les produits laitiers tiennent, depuis toujours, une place très importante dans la cuisine de Campanie et dans la cuisine napolitaine, et en particulier les produits à pâte filée (fior di latte, scamorza, mozzarella) tiennent une place importante. La mozzarella de bufala, est citée pour la première fois sous cette dénomination en 1570 par Bartolomeo Scappi mais ses origines sont beaucoup plus anciennes. En 1481, elle apparaît sous le nom de mozza, du verbe mozzare (« couper en deux ») en référence au geste par lequel, avec une main, on divise la pâte filée pour obtenir les mozzarelle. De même, le nom du fromage provola vient de la prova, geste identique utilisé dans la production.
Ci-dessous sont listés, par ordre croissant de maturation, les produits laitiers et fromages utilisés dans la cuisine napolitaine et, plus largement, en Campanie :
- la ricotta di fuscella, très fraîche et très légère, vendue à l'origine dans de petits paniers tressés d'écorce végétale (fuscella),
- la ricotta fresca, est consommée seule ou comme accompagnement (par exemple, sur les pâtes au ragù),
- la ricotta salata, plus mature, typique de la période de Pâques,
- la caciottella fresca de la péninsule de Sorrente, à la saveur très délicate,
- la Mozzarella di Bufala Campana, dont la production est concentrée dans la zone d'Aversa et dans la plaine du Sélé,
- les bocconcini, ou burrielli, petites mozzarelles conservées dans des amphores de céramique et immergées dans la crème ou dans le lait,
- les scamorze, blanche ou fumée, elle peut être faite avec du lait de vache ou de bufflonne,
- le fior di latte, préparé comme la mozzarelle (mais avec du lait de vache) dont la meilleure production se situe dans les environs d'Agerola,
- la provola affumicata, un fior di latte aromatisé à la fumée de paille humide, dont l'extérieur est de couleur marron, et l'intérieur jaunâtre, au goût intense,
- les burrini de Sorrente, petits provolones au cœur de beurre,
- le bebè de Sorrente, les provolones[28] et les caciocavalli[29],[30], de maturation variable.

### Poissons et fruits de mer
« O purpo se coce dint'a ll'acqua soja (napolitain).
Le poulpe cuit dans son eau »

— Proverbe napolitain.

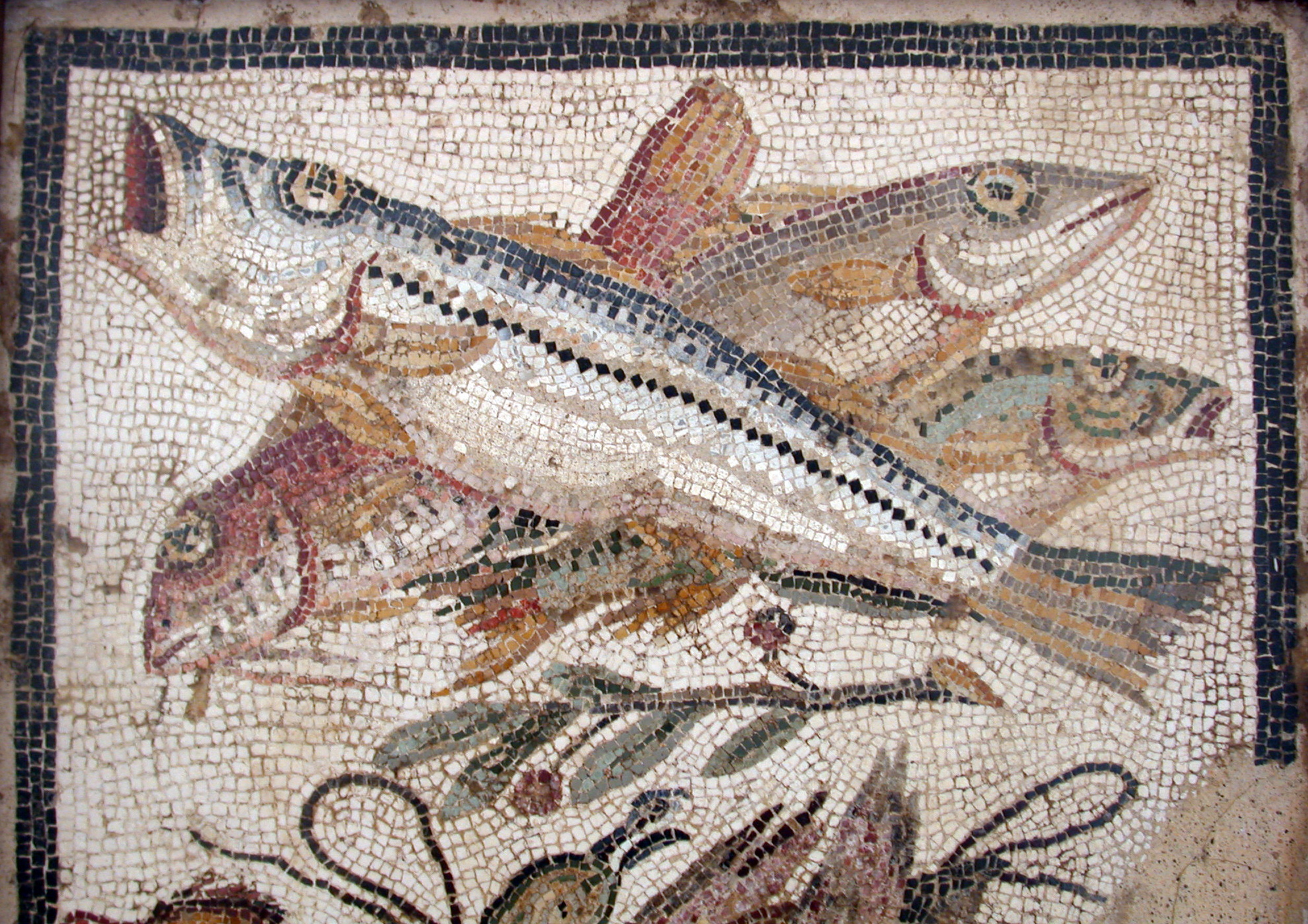
Poissons sur une mosaïque de Pompéi. Provenance : musée archéologique national de Naples.

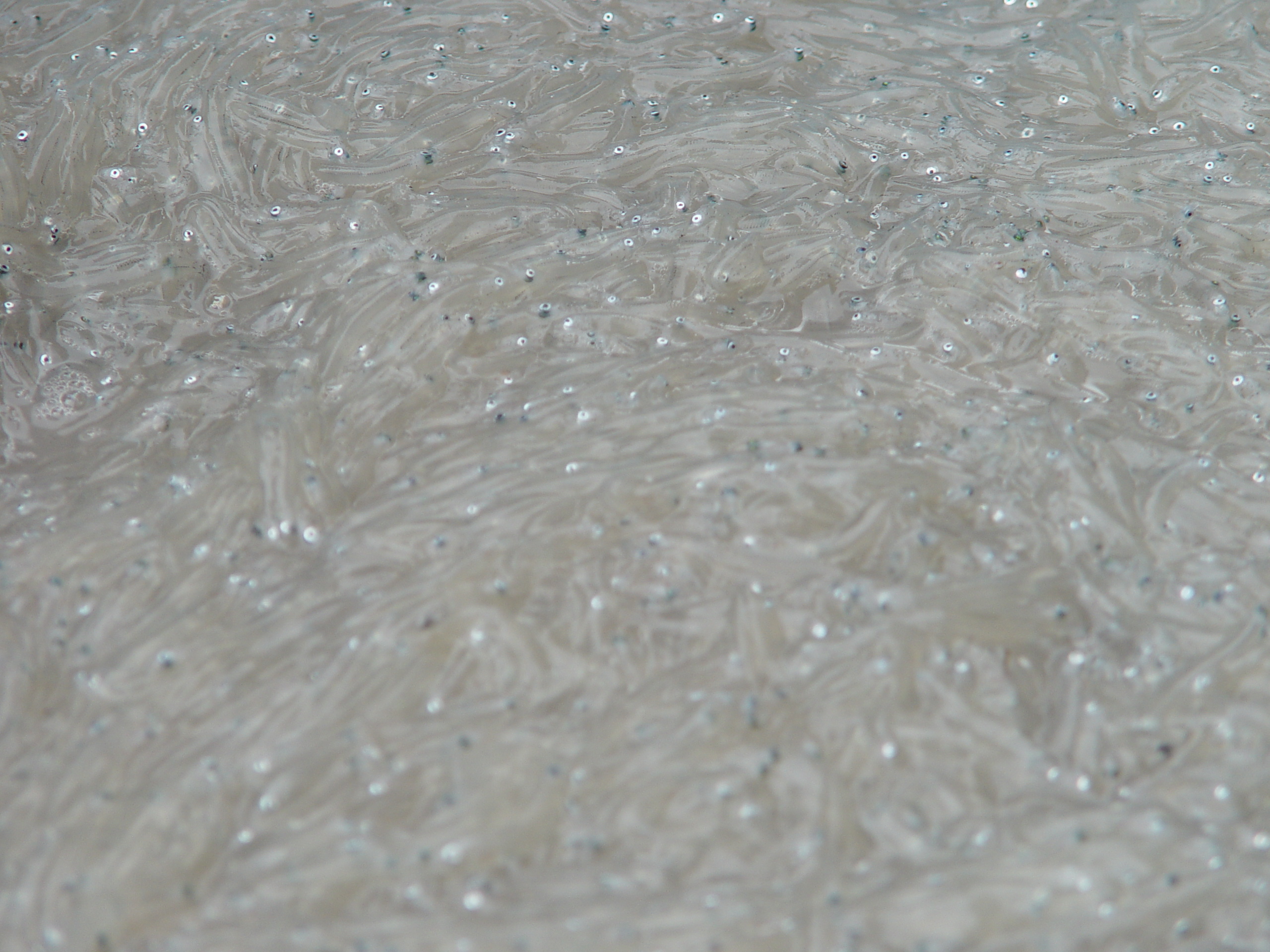
Pour les Napolitains, les cicenielli (poutine) sont un délice venu de la mer.

Tous les poissons de la mer Tyrrhénienne sont présents en abondance sur les tables napolitaines. Les poissons les plus humbles, anchois et poissons bleus (pesce azzurro) en général, ne sont pas les moins appréciés.
Le poisson est également utilisé pour préparer des soupes : rascasses, vives, cuocci (rougets grondins), ainsi que des poissons de grande taille et de taille moyenne, parmi lesquels les spigole (loups) et les orate (dorades), provenant désormais en majorité d'élevages piscicoles. Souvent présents sur les éventaires : denti (dentici), sars (saraghi) et pageots (pezzogne).
Même les poissons de très petite taille sont utilisés en cuisine :
- les cicenielli (connus sur le littoral niçois sous le nom de poutine), mélange d'alevins de diverses espèces de poissons bleus, minuscules et transparents, sont préparés bouillis ou en friture (ils sont alors enrobés d'une pâte),
- les fravagli, poissons longs de quelques centimètres, principalement de la famille des surmulets sont légèrement farinés avant d'être frits rapidement[33]. Du fait de l'appauvrissement progressif de la ressource en Méditerranée et des quotas mis en place, notamment sur la pêche des alevins, ce type de produit de la mer n'est plus commercialisé[34], tandis que la poutine est toujours commercialisée, dans les limites imposées à la pêche.

« Tu prendras de la poutine, mais tu feras bien attention, car il y a là une question : on trouve de vrais cecinelli qui constituent la “vraie poutine”, et ceux-là sont de couleur blonde et ne grandissent jamais (car c'est la taille de cette espèce) ; on en trouve aussi d'autres, qu'on appelle bianchetto (blanchaille), et ceux-là sont de tout petits anchois, que la loi interdit de pêcher certains mois de l'année, qui s'attrapent au filet et ont un petit goût amer : on vend parfois ceux-là sous le nom de cecinelli. Tu feras donc attention au moment d'acheter. »

— Ippolito Cavalcanti.
La baccalà (morue), importée des eaux du nord de l'Europe, fait également partie des poissons utilisés traditionnellement dans la cuisine napolitaine, frite ou préparée avec des pommes de terre et des tomates.
De nombreux céphalopodes sont utilisés en cuisine : poulpes (polpi), seiches (seppie), calmars (tcalamari), ainsi que des crustacés. Les fruits de mer sont également très populaires : moules (cozze), couteaux (cannolicchi), praires (taratufi), vernis (fasolari), tellines, murex (sconcigli) et bigorneaux (maruzzielli). Une mention particulière pour la coque (vongola verace), à ne pas confondre avec la vongola filippina, souvent appelée verace sur les marchés du nord de l'Italie, ou avec le genre Dosinia exoleta, commercialisé sous le nom de lupino.
À déconseiller, la consommation des dattes de mer (datteri di mare), interdites par la loi depuis 1998, en raison des dégâts que leur récolte a occasionnés sur les côtes calcaires et, en particulier, sur le littoral de la péninsule de Sorrente.

### Viande
La viande n'est pas très utilisée dans la cuisine napolitaine, car c'est un ingrédient qui manque souvent dans le garde-manger des pauvres. On ne trouve donc pas, dans la tradition, filets, côtes ou pièces de viande. De même, la manière de détailler la viande peut être trompeuse par rapport aux standards des autres régions d'Italie. Pour le porc, les morceaux de prédilection des Napolitains sont les tracchie, c'est-à-dire les plats de côtes, préférés très gras, qu'on trouve surtout dans le ragù. Les saucisses, à Naples, sont préparées avec de la viande coupée grossièrement au couteau (a ponta 'e curtiello). Une variante intéressante : les cervellatine, plus minces que les saucisses classiques.
Les abats sont assez fréquemment utilisés : foies de porc entourés de crépine et agrémentés d'une feuille de laurier, tripes, 'o pere e 'o musso, zuppa di soffritto épicée, utilisée pour accompagner les pâtes ou comme sauce avec les freselle. Parmi les produits dérivés du porc, il convient de mentionner les grattons, produits résiduels obtenus après le pressage des tissus gras, pour en extraire le saindoux, ingrédient autrefois très utilisé à la place de la coûteuse huile d'olive.

### Charcuteries
La cuisine napolitaine présente une variété limitée de charcuteries. Outre le fameux salame napoletano, saucisson dans lequel le gras et la viande sont coupés au couteau, on trouve aussi le capocollo (essentiellement à Pâques), les cicoli (« grattons »), dans leur version sèche ou dans la version crémeuse consommée sur du pain, pour créer un sandwich (panino) associant cicoli, ricotta et poivre noir.

### Pain
Depuis que le pain marsigliese (« marseillais ») (pain de forme particulière, fait de deux pâtons accolés, employant, pour la levée de la pâte, de la levure de bière) a disparu des boulangeries napolitaines , le pain le plus utilisé est le pane cafone (littéralement « rustique ; par extension, mal dégrossi, grossier, mal élevé : cafone est en Italie une insulte très courante »), cuit au four dans des formes variées. On trouve aussi des sfilatini, qui rappellent la baguette française, quoique plus courts et un peu plus épais, les michette, petits pains ronds et, enfin, la fresella, qui est en fait un biscuit de pain rond et fin que l'on déguste, en bruschetta, avec de l'huile d'olive, des olives, des tomates, des anchois ou d'autres ingrédients.

## Primi piatti
L'exigence de précision dans la préparation du ragù est mise en évidence par les vers d'Eduardo De Filippo, qui utilise la formule dérogatoire « carne c' 'a pummarola » (« viande à la tomate ») pour décrire la recette d'une épouse peu amène.

 'O rraù ca me piace a me
m' 'o ffaceva sulo mammà.
A che m'aggio spusato a te,
ne parlammo pè ne parlà.
Io nun songo difficultuso;
ma luvàmmel' 'a miezo st'uso

Sì, va buono: comme vuò tu.
Mò ce avéssem' appiccecà ?
Tu che dice? Chest'è rraù?
E io m' 'o mmagno pè m' 'o mangià…
M' 'a faje dicere 'na parola?…
Chesta è carne c' 'a pummarola »

La cuisine napolitaine offre une grande variété de primi piatti, allant des plus simples, comme les pâtes à la tomate et au basilic ou les pâtes aglio e uoglio (« à l'ail et à l'huile d'olive »), jusqu'aux plus élaborés, comme le ragù qui peut exiger, dans sa version traditionnelle, cinq à six heures de préparation.
Les primi sont liés à des traditions différentes et complémentaires qui se mélangent et s'influencent tour à tour : tradition de cuisine très pauvre, fondée essentiellement sur les ingrédients maraîchers ; cuisine populaire, riche en fruits de mer et en poissons (aliments bon marché, étant donné la richesse des fonds marins dans la baie de Naples) ; cuisine bourgeoise, enfin, liée aux couches sociales les plus aisées, incluant des viandes en tous genres, des produits laitiers, des œufs, dans des préparations parfois élaborées.

### Primi piatti poveri

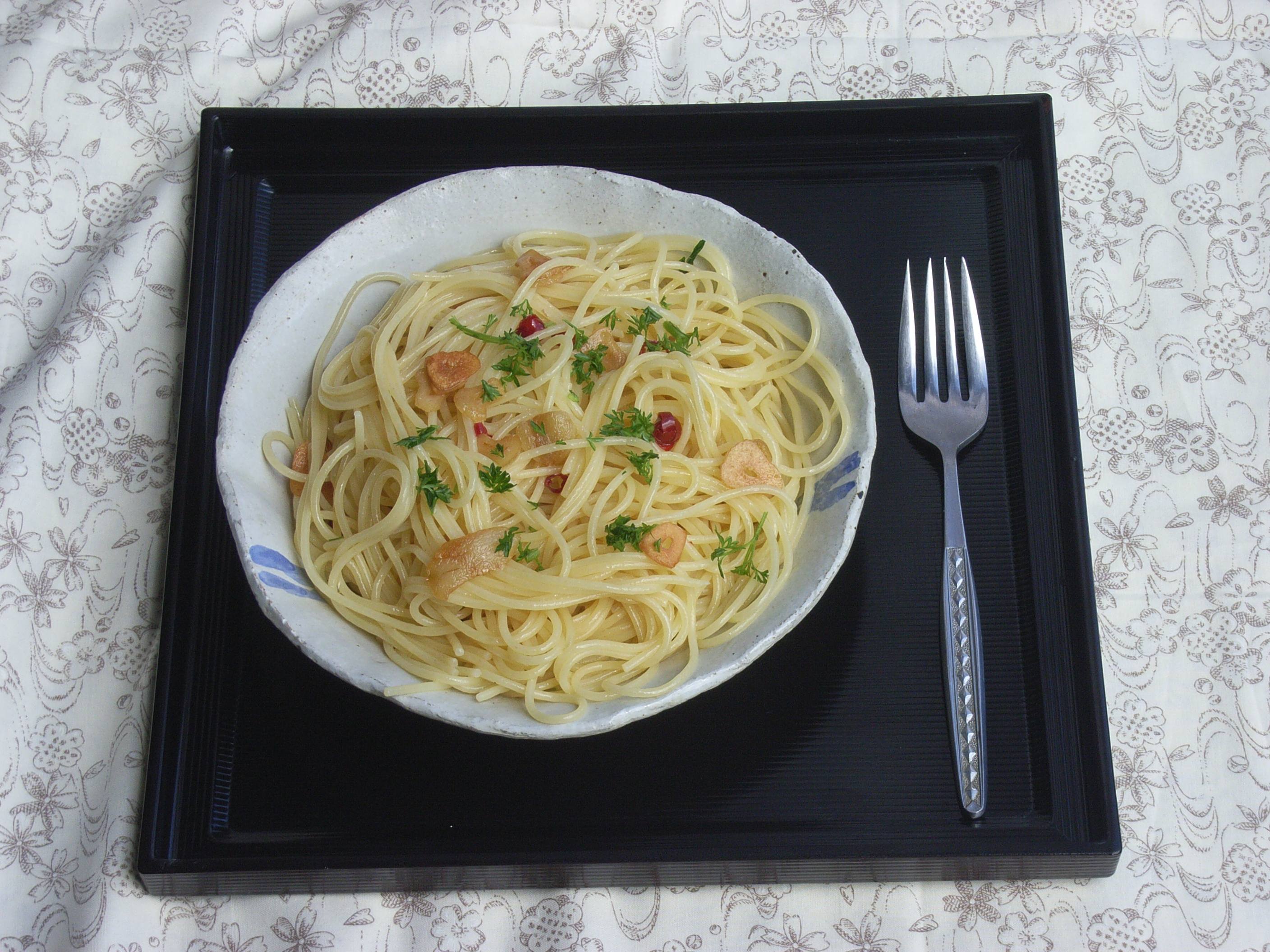
Spaghettis it : une des recettes les plus simples de la cuisine napolitaine.

Les freselle font partie des aliments les plus humbles de la cuisine napolitaine. Ce sont des pains en forme de beignets coupés en deux horizontalement, rassis et cuits deux fois au four. Ils se conservent donc facilement et, une fois assaisonnés, ils sont un support idéal pour la caponata, faite de tomates fraîches, ail, huile d'olive, origan et basilic. Les spaghettis aglio e uoglio (ail et huile), parfois accompagnés de piment (peperoncino) sont un autre plat typique de cette cuisine populaire.
Les recettes les plus humbles associent souvent les pâtes et les féculents. Les plus populaires sont : pasta e fagioli (pasta e fasule), agrémentés de tranches de lard (cotiche), pasta e ceci (aux pois chiches), pasta e lenticchie (avec des lentilles), et pasta e piselli (petits pois). L'usage de la gesse (Lathyrus sativus), est devenu extrêmement rare.
Sur le même mode, on prépare, avec les pommes de terre, des plats de pasta e patate (pasta e patane), pasta e cavolfiore (avec chou-fleur), pasta e zucca (avec potiron). La méthode la plus commune consiste à faire cuire d'abord l'accompagnement (par exemple, sauter l'ail dans un peu d'huile d'olive, puis ajouter les haricots blancs cuits ; ou bien faire revenir l'oignon et le céleri, puis ajouter les pommes de terre coupées en petits cubes). On rajoute alors de l'eau que l'on porte à ébullition. On sale et on ajoute les pâtes. Celles-ci, en cuisant avec leur accompagnement conserveront leur amidon, qui est perdu dans le cas où les pâtes sont cuites à part et égouttées. Ce procédé donne une sauce plus onctueuse (azzeccato), et se distingue de l'approche bourgeoise, qui préfère une préparation tirant plus sur le bouillon et qui n'ajoute les pâtes, cuites à part, qu'à la dernière minute.
La pasta caso e ova, qui consiste en un plat de pâtes enrichi par un œuf alla stracciatella (bouillon auquel on ajoute un mélange de parmesan et d'œuf battu) et du fromage râpé, constitue un primo économique et nourrissant.
Les spaghetti alla puttanesca sont accompagnés de sauce tomate, d'olives de Gaète et de câpres.
La fantaisie et l'auto-dérision des Napolitains les plus pauvres se donnent libre cours avec la recette des spaghetti alle vongole fujute (littéralement : « spaghettis aux coques enfuies ») : en l'absence de fruits de mer, relativement onéreux, les spaghettis sont préparés avec une sauce de tomates-grappes, huile, ail et persil. Les coques (qui se sont enfuies) n'existent que dans l'imagination des convives. Servis sans sauce tomate, ces spaghettis deviennent spaghetti aglio e olio.
Le scarpariello est une sauce à base de tomates et de fromage, avec laquelle on assaisonne les macaronis.

### Omelette de macaronis
On peut préparer l'omelette de macaronis (frittata di maccheroni) avec des restes de pâtes, préparées ou non avec de la sauce tomate. On mélange les pâtes cuites al dente avec un œuf battu et du fromage râpé. On peut également ajouter d'autres ingrédients. Les recettes les plus récentes proposent d'y ajouter du jambon cuit, de la mozzarella ou de la provola fraîche. Traditionnellement, on la cuit à la poêle, mais on peut aussi la faire au four pour qu'elle soit moins grasse. Quand elle est réussie, elle se présente sous une forme compacte. Elle peut ainsi être détaillée en tranches pour être transportée et accompagner un pique-nique à la campagne ou à la plage.
Il en existe une version plus petite, baptisée frittatina, que l'on prépare avec une sauce béchamel, de la viande hachée, des petits pois, de la mozzarella, et que l'on fait frire dans une pâte à beignets.

### Primi piattiplus élaborés

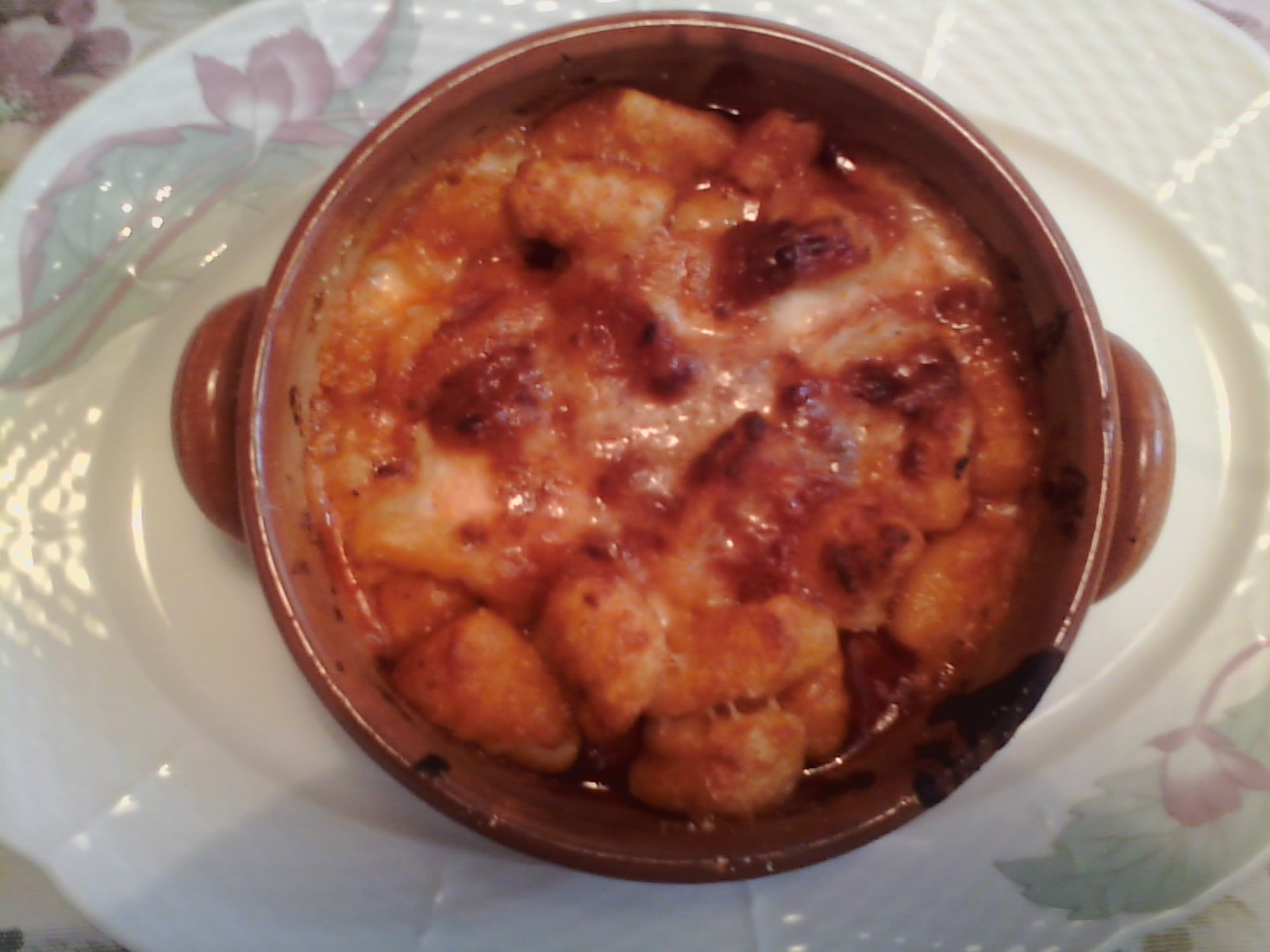
Gnocchi alla sorrentina

La cuisine aristocratique utilise les pâtes dans des recettes élaborées, comme les timballi, peu présents désormais dans la cuisine de tous les jours. Le sartù di riso est un timballo à base de riz, farci de foies de volaille, de saucisses, de boulettes de viande (polpettine), de fior di latte ou de provola affumicata, de pois, de champignons, accompagnés de ragù, ou, dans la version in bianco, avec une sauce béchamel.
Parmi les plats plus riches, mais fréquemment proposés, on retrouve les pâtes, accompagnées de sauces variées :
- la bolognese, vaguement inspirée du ragù emiliano, préparée avec oignons, carottes et céleri ciselés, viande hachée et tomates,
- la genovese, qui n'a de génois que le nom, préparée avec un jus de viande, beaucoup d'oignons roussis et des aromates,
- la siciliana, inspirée par la Sicile, préparée avec aubergines, mozzarella et tomates. La cuisson se termine au four, pour obtenir une consistance croquante.

Les ziti, macaronis longs et creux qui sont brisés à la main avant la cuisson, sont souvent accompagnés de ragù. Cette sauce est également utilisée, avec le fior di latte, pour accompagner les gnocchi alla sorrentina, qui sont traditionnellement passés au four dans un petit plat en céramique typique, baptisé pignatiello et correspondant à une portion.

### Primi piattide poissons

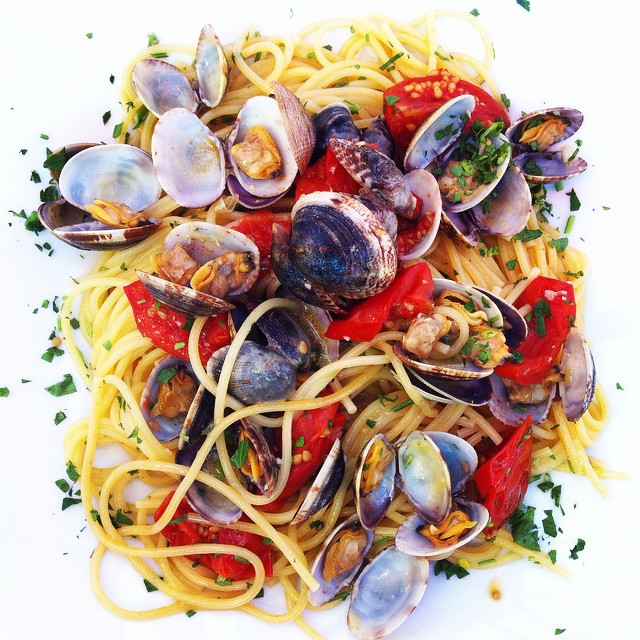
Les spaghetti alle vongole sont le it le plus populaire.

Spaghettis, linguine et paccheri s'accordent très bien avec les fruits de mer et le poisson. Ils sont souvent au menu des repas importants (fêtes, mariages, etc.). Les plus typiques sont :
- les spaghetti alle vongole ou aux fruits de mer (palourde, moules, vernis, praires),
- les paccheri con la zuppa di pesce, avec rascasse, grondin, vive et autres poissons variés,
- la pasta con i calamari (en langage populaire, calamarata) avec des calmars cuits dans une rasade de vin blanc.

Il existe d'innombrables variantes, comme les spaghettis in bianco (sans sauce tomate) aromatisés au jus de cuisson de la morue. La cuisine pauvre à base de féculents peut se combiner avec les fruits de mer pour obtenir, par exemple, la recette des pasta e fagioli con le cozze (pâtes aux haricots blancs et aux moules), ou des variantes plus modernes, comme les courgettes et coques, courgettes et moules, qui finissent par s'éloigner complètement de la cuisine napolitaine traditionnelle.

## Riz
Outre le sartù di riso, la cuisine du quotidien fait aussi appel au riso con la verza (riz au chou), amélioré par l'adjonction de petits copeaux de parmesan qui fondent pendant la cuisson. Le risotto alla pescatora est lui à base de poisson. On le prépare avec des mollusques variés (coques, vénus, poulpe, seiche, calmar) et des crevettes, dans un bouillon obtenu avec des carapaces de crevettes.
On trouve également à Naples les arancini, appelées en napolitain palle 'e riso, plus typiques de la Sicile que de la Campanie.

## Pizza
« La pizza napoletana doit être consommée tout de suite après sa sortie du four, à l'endroit même où elle a été cuite. L'éventuel transport du produit vers un lieu d'habitation ou vers un local différent de la pizzeria d'origine déclenche la perte de cette appellation »

— Art. 6, Cahier des charges pour la définition des standards internationaux pour l'obtention de la marque Pizza Napoletana STG.

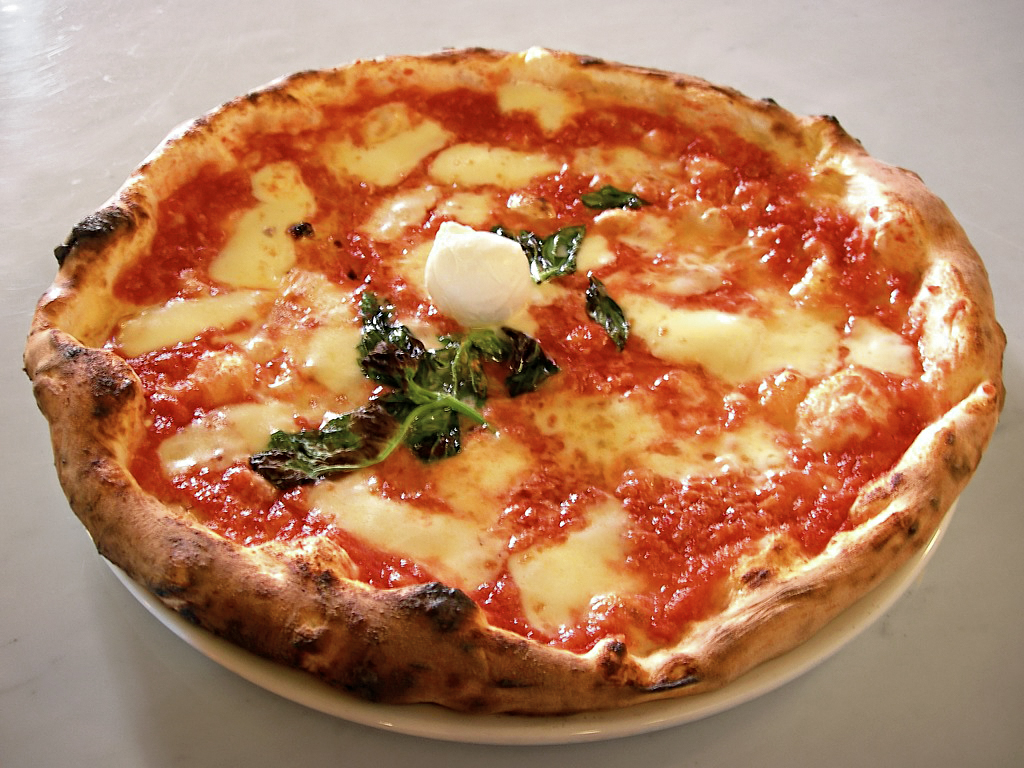
La pizza Margherita, réalisée en 1899 en l'honneur de la reine Marguerite de Savoie, par le pizzaiolo Raffaele Esposito.

La pizza est sans doute le produit de la gastronomie italienne le plus connu dans le monde. Ses racines remontent au moins à l'époque romaine, où l'on consommait diverses foccace, ou galettes de farine de blé, et sont citées dans plusieurs ouvrages de Virgile. Le nom dérive probablement du latin pinsa, participe passé du verbe pinsere, qui signifie « aplatir ».
L'art du pizzaïolo napolitain, qui fait valser la pâte dans les airs, a été inscrit le 6 décembre 2017 au patrimoine immatériel de l'Humanité. La véritable pizza, couverte d'une sauce tomate, remonte à un peu plus de deux siècles. Son succès a été immédiat tant auprès des Napolitains les plus pauvres qu'auprès des classes plus aisées, y compris les nobles et jusqu'à la famille royale des Bourbons. Le succès de la pizza s'étendit également aux souverains piémontais, à tel point que c'est à la reine Marguerite de Savoie qu'en 1889, le pizzaiolo Raffaele Esposito dédia la pizza Margherita qui portait les trois couleurs du nouveau drapeau national : blanc de la mozzarella, rouge de la tomate, vert du basilic.
Cette préparation existait cependant avant d'être dédiée à la reine. Francesco De Bourcard, dès 1866, donne la description des principaux types de pizza, c'est-à-dire celles qui aujourd'hui prennent le nom de marinara, margherita et calzone :

« Les pizzas les plus ordinaires, dites coll'aglio e l'oglio, ont pour condiment l'huile et on les parsème, outre le sel, d'origan et de pions d'ail soigneusement effilés. D'autres sont couvertes de fromage râpé et de saindoux. On dispose alors par-dessus quelques feuilles de basilic. Aux premières on ajoute des petits poissons, aux secondes des tranches très fines de muzzarella. On utilise parfois du jambon, des tomates, des coquillages, etc. Parfois, on replie la pâte sur elle-même en forme de calzone. »

— Francesco de Bourcard, Usi e costumi di Napoli, vol. II, p. 124.
La cuisson de la véritable pizza exige un four à bois capable d'atteindre la température de 450-485 °C. De ce fait, les pizzas faites à la maison et celles qui sont cuites dans un four électrique ne peuvent égaler le goût de la véritable pizza napolitaine.
Une façon traditionnelle de consommer la pizza et de l'acheter et de la manger en marchant. Dans le centre historique de Naples, certaines pizzerias vendent encore, à un prix très modeste, la pizza a libretto (« en livret »), ou a portafoglio (« en portefeuille »), plus petite que la pizza servie à table et pliée en quatre dans une feuille de papier alimentaire. Cette présentation a été rendue célèbre par Bill Clinton qui, présent à Naples pour la réunion du G7 en 1994, dégusta une pizza ainsi préparée dans une pizzeria de la via dei Tribunali.
Avec une pâte similaire à celle de la pizza, on peut aussi confectionner pastacresciute et scugnizzielli, préparés comme des beignets et proposés avec divers accompagnements comme apéritifs par les friteries. Les pizzerie-friggitorie vendent aussi souvent des pizze fritte, c'est-à-dire des pizzas type calzone, farcies et frites dans l'huile au lieu d'être cuites au four.

## Secondi piattide la mer
Parmi les plats napolitains issus de la mer se distinguent les polpi alla lucìana, qui tirent leur nom du populaire quartier de borgo di Santa Lucia, dans lequel est née cette recette de poulpes cuits avec du piment fort et des tomates. Le poulpe se prépare aussi simplement bouilli. Pour l'attendrir, les cuisinières mettent à bouillir dans l'eau, en même temps que le poulpe, un bouchon de liège. Le poulpe al pignatiello est une recette typique du quartier de Mergellina, souvent agrémentée d'olives de Gaëte. Il est assaisonné en salade d'un mélange d'huile, de citron et de persil, avec des olives vertes. Plus riche, on prépare l'insalata di mare dans laquelle seiches, calmar et crevettes accompagnent le poulpe. Les poissons de taille moyenne sont cuisinés all'acqua pazza, c'est-à-dire avec des petites tomates en grappe et du persil. Les plus gros peuvent être simplement grillés, accompagnés, en certaines occasions, de crevettes roses.
Les moules sont préparées de façons variées. Le plus simple est de les faire all'impepata (« en poivrade »), rapidement cuites et poivrées, simplement assaisonnées de quelques gouttes d'huile et de citron que chaque convive presse sur le contenu de son assiette. Les coques et les autres fruits de mer peuvent aussi être sautés à la poêle et assaisonnés avec un mélange d'huile, d'ail et de persil haché ; ils sont souvent servis sur des crostini, ou bien gratinés au four avec de la chapelure.
Même les poissons les plus modestes, comme les anchois, peuvent faire partie de recettes excellentes :
- alici dorate e fritte : anchois dorés et frits dont on a ôté les arêtes et qu'on a farinés avant de les faire frire,
- alici marinate : anchois marinés dans un jus de citron ou dans du vinaigre,
- alici arreganate : anchois à l'origan, dont on a ôté les arêtes et qu'on a fait cuire rapidement dans un moule, avec de l'ail, de l'huile, de l'origan, arrosés d'un jus de citron ou de vinaigre.

Les cicenielli (« blanchaille ») sont cuits à l'eau ou frits dans une pâte légère, tout comme certaines algues. La frittura di paranza est habituellement composée de petits cabillauds, rougets, fricassuari (petites soles), mais elle peut également contenir d'autres petits poissons, comme les anchois ou même des gobies. Les Napolitains expliquent que frijenno magnanno (« la friture doit être mangée très chaude »). Les petites crevettes, qui sont vendues toutes vives et encore frétillantes, sont sautées rapidement, sans être d'abord farinées, contrairement à la paranza.

## Secondi piattide viande
Les plats de résistance à base de viande ne sont pas très nombreux dans la cuisine napolitaine. Le chevreau et l'agneau se dégustent avec des pommes de terre et des petits pois, particulièrement autour de Pâques. Le lapin est préparé all'ischitana et le poulet est roussi alla cacciatora avec des tomates. Les saucisses et les cervellatine sont traditionnellement sautées à la poêle et accompagnées de légumes, particulièrement le brocoli-rave et les pommes de terre frites. Les tracchie (plats de côte) de porc sont des plats de résistance typiques présentés dans le même ragù qui a servi à préparer les pâtes du premier service. Elles peuvent être servies avec les braciole, paupiettes napolitaines faites d'une farce (ail, persil, raisins secs, pignon de pin et aromates), entourée par une fine escalope de veau tenue par une ficelle de cuisine, ou, désormais, fermée par un cure-dent.
Le veau se cuisine typiquement alla pizzaiola, avec des tomates, de l'ail et de l'origan. D'autres recettes de viande ont déjà été citées plus haut dans la section concernant les ingrédients.

## Plats de légumes

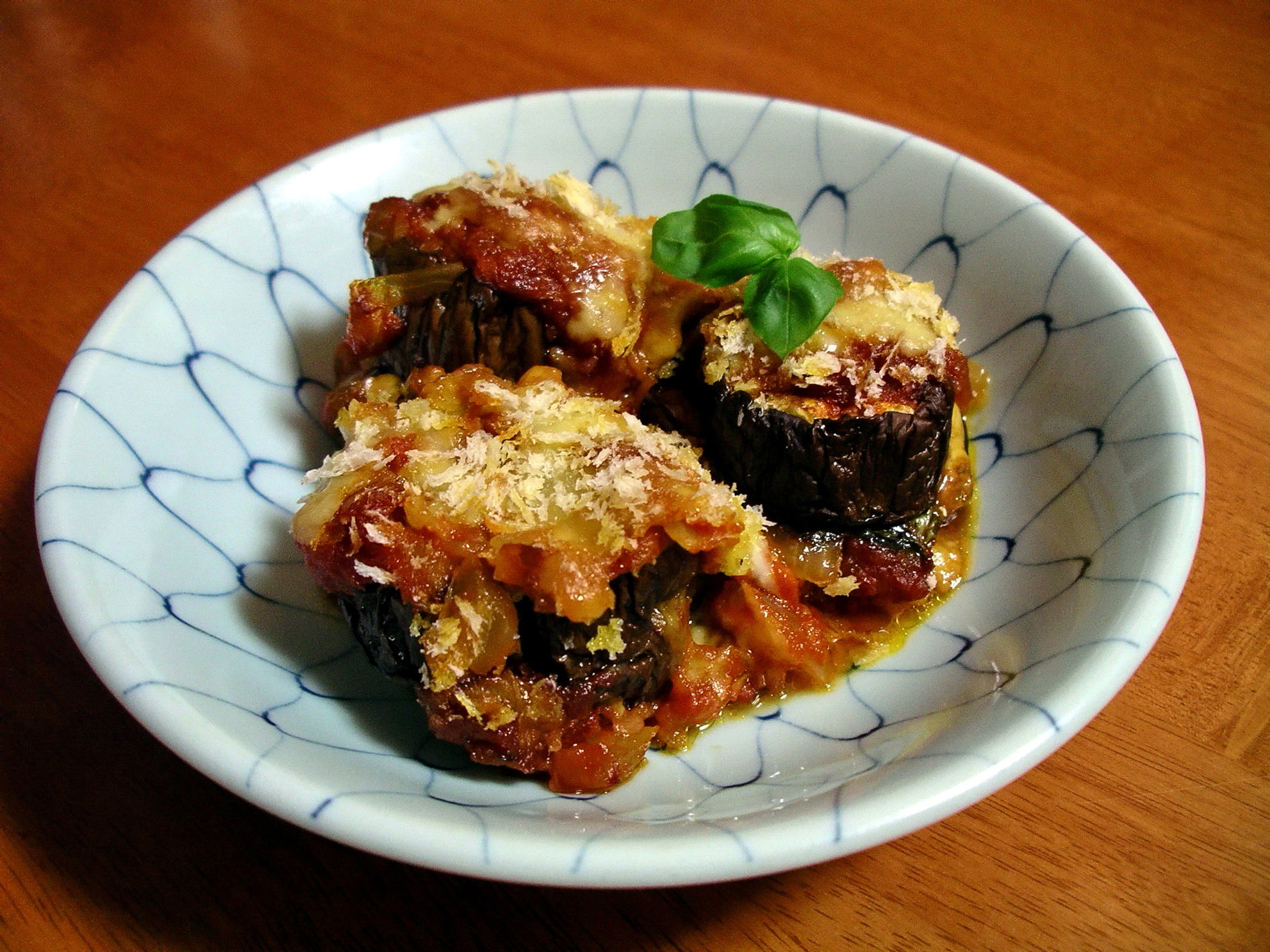
Plat de parmigiana.

La cuisine napolitaine propose de nombreuses recettes de potages à base de légumes-feuilles, de tubercules ou de féculents. Ainsi la minestra di scarola e fagioli, à base de chicorée scarole et de haricots cannellini ou spollichini, les fagioli alla maruzzara, avec tomates, ail, céleri, origan et poivrons, ou bien la minestra maritata de Noël.
Il arrive que les plats à base de légumes transforment des ingrédients simples en préparations très élaborées :
- la parmigiana, préparée avec des tranches d'aubergine frites et disposées en couches avec de la sauce tomate, fior di latte et basilic, puis cuite au four,
- le gattò di patate, purée de pommes de terre mélangée avec du fromage et des charcuteries, puis cuite au four. Cette recette a été créée pour les noces de la reine Maria Carolina, fille de Marie-Thérèse d'Autriche et épouse de Ferdinand Ier des Deux-Siciles, en 1768[45].
- les peperoni ripieni, poivrons farcis qui valorisent le légume en l'associant à des ingrédients simples mais savoureux comme l'huile d'olive, l'ail, les câpres, la chapelure,
- les melanzane a barchetta, aubergines coupées en deux, creusées en leur centre et assaisonnées de différents types de farces.

Le roi Ferdinand, avait, selon Alexandre Dumas, un « […] côté lazzarone (bas peuple) ».

« Ainsi, par exemple, chaque fois que le roi allait entendre l'opéra à San Carlo, il se faisait apporter dans sa loge un souper. Ce souper, plus substantiel que délicat, eût été incomplet sans le plat de macaroni national ; mais c'était moins le macaroni en lui-même qu'appréciait le roi, que le triomphe populaire qu'il tirait de sa manière de manger. Les lazzaroni ont, dans l'inglutition de ce plat, une adresse manuelle toute particulière, qu'ils doivent au mépris qu'ils ont de la fourchette ; or Ferdinand, qui, en toutes choses, ambitionnait d'être le roi des lazzaroni, ne manquait jamais de prendre son plat sur la table, de s'avancer sur le devant de la loge et, au milieu des applaudissements du parterre, de manger son macaroni à la manière de Polichinelle, le patron des mangeurs de macaronis. »

## Fritures
De nombreuses espèces de légumes se consomment dorate e fritte (artichaut, courgettes, choux-fleurs). Dans les fritures plus riches, on peut ajouter des foies de volailles, de la ricotta et, autrefois, de la cervelle. La mozzarella peut être préparée de la même manière (avec farine et œufs) ou in carrozza, entre deux tranches de pain mouillées de lait (et parfois d'œuf battu). Parmi les fritures napolitaines figurent aussi les crocchè di patate et les sciurilli, que l'on peut acheter dans la rue, dans les friteries typiques, avec scagliozzi (tranches de polenta frites), pastacresciute (ou zeppole, beignets salés de pâte à pizza) et aubergines frites.
Les omelettes, et pas seulement l'omelette de macaronis, font partie de la tradition napolitaine. La plus célèbre est la frittata di cipolle (« omelette aux oignons »), cuisinée sur une base d'oignons bien dorés.

## Accompagnements

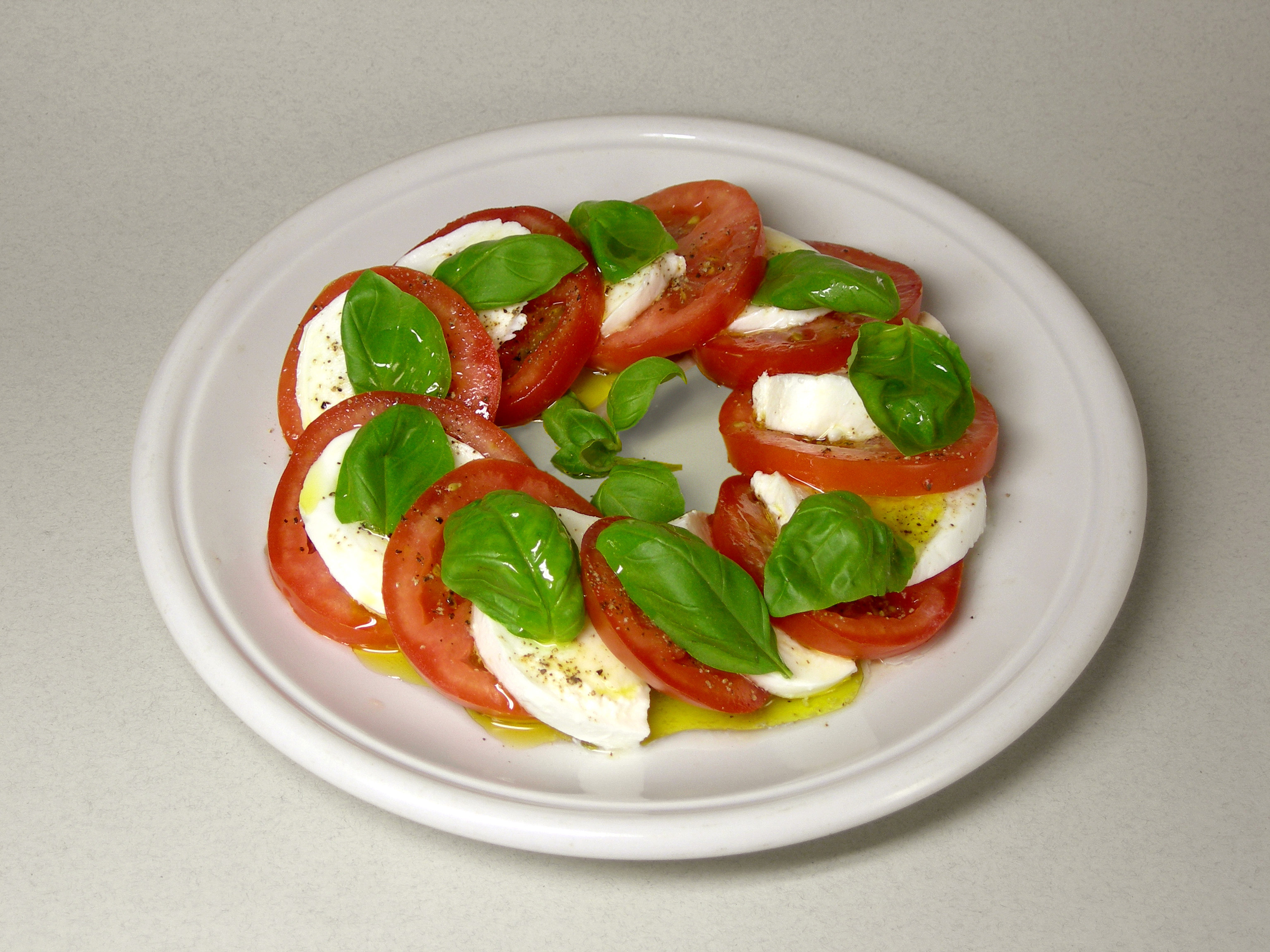
Insalata caprese : tomates, basilic et mozzarella.

Les accompagnements, qui ne sont pas des plats secondaires dans la cuisine napolitaine, sont pour la plupart à base de légumes :
- brocoli-rave, sautés à l'ail, huile et piment ; ils accompagnent souvent les saucisses (sasicce e friariell) et les cervellatine, avec lesquels on sert également des pommes de terre frites coupées en petits dés,
- melanzane a funghetti (« aubergines aux petits champignons ») existent en deux versions : frites en lanières et arrangées avec des tomates, ou frites en petits dés,
- melanzane a scarpone, ou encore a barchetta, sont taillées en long, frites dans une petite quantité d'huile, et assaisonnées avec une sauce tomate à la puttanesca,
- mulignane a 'ppullastiello, aubergines taillées en tranches après une première cuisson, puis farcies à la mozzarella avant d'être dorées et frites,
- peperoncini verdi fritti, poivrons verts, non piquants, qui sont ensuite cuisinés avec une sauce tomate,
- peperoni a gratè, qui dérivent du gratin français, sont une version plus légère de ceux cuisinés à la poêle. Les poivrons sont cuits au four, pelés et assaisonnés avec huile, ail, persil, olives, câpres et recouverts de chapelure,
- peperoni imbottiti, poivrons couverts de chapelure et passés au four,
- peperoni in padella, poivrons arrangés avec des olives de Gaëte et des câpres,
- scarole ou le cavolo cappuccio (chou commun) préparés alla monachina, c'est-à-dire sautés à la poêle et assaisonnés avec des olives noires de Gaëte, câpres, pignons de pin, raisins secs et anchois salés,
- zucchini alla scapece, courgettes frites et assaisonnées avec du vinaigre et de la menthe fraîche.

## Plats rustiques

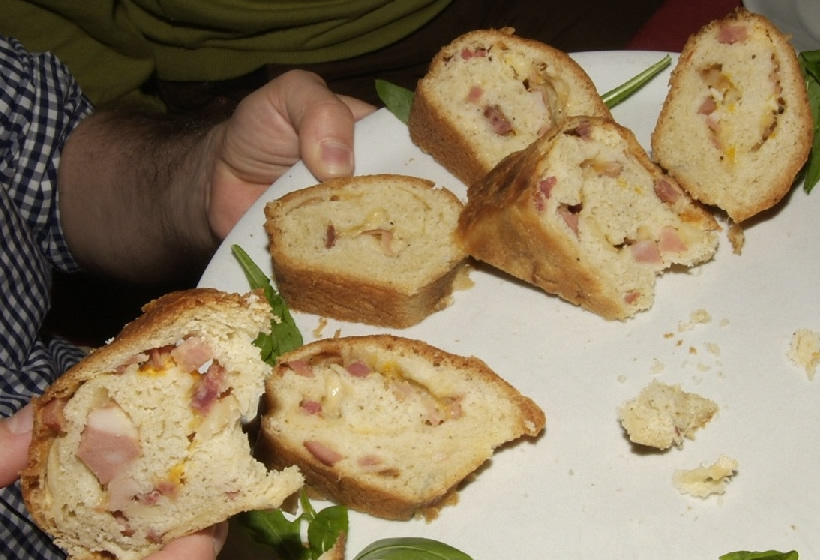
Le casatiello de Pâques. Dans cette version, les œufs sont absents et il serait plus juste, pour respecter la tradition, de parler de tortano.

Un des plats rustiques les plus répandus est la pizza di scarola, préparée avec des feuilles de scarole sautées et assaisonnées avec de l'huile, pignons, raisins secs, olives noires de Gaëte et câpres, puis recouvertes d'une pâte simple faite de farine, d'eau et de levure.
Le casatiello, ou tòrtano] est un plat robuste caractéristique de la période pascale et consommé même le lundi de Pâques, pendant les excursions hors les murs. Les deux dénominations sont aujourd'hui considérées comme des synonymes et désignent un pain farci de fromage et de charcuteries. À l'origine, tòrtano et casatiello se présentaient sous des formes plus simples. Le second se distinguait du premier par la présence d'œufs dans la pâte, tandis que le premier contenait des grattons.

« Dans son originelle simplicité populaire, le casatiello n'est rien d'autre qu'un pain de forme circulaire, comme un gros beignet, dans lequel on dépose des œufs, ne serait-ce qu'un, selon la dimension du pain, et ces œufs, avec leur coquille, sont fixés par deux bandes de pâte disposées en croix. La pâte utilisée est celle du pain, mélangée de lard et de saindoux. Pendant la cuisson au four, les œufs cuisent durs. »

— Francesco de Bourcard, Usi e costumi di Napoli, vol. II, p. 274.
Même le baba au rhum a une version rustique. La pâte qui sert à préparer le baba est neutre et c'est dans sa version pâtissière qu'elle prend son goût en baignant dans un mélange d'eau, de sucre et de rhum. Dans la version rustique, au contraire, on ajoute du fromage et des charcuteries à la pâte.
Dans les rôtisseries sont aujourd'hui vendus les panini napoletani. Très appréciés, ceux-ci ne sont pas réellement des paninis, mais des pains fourrés au fromage et à la charcuterie.

## Desserts

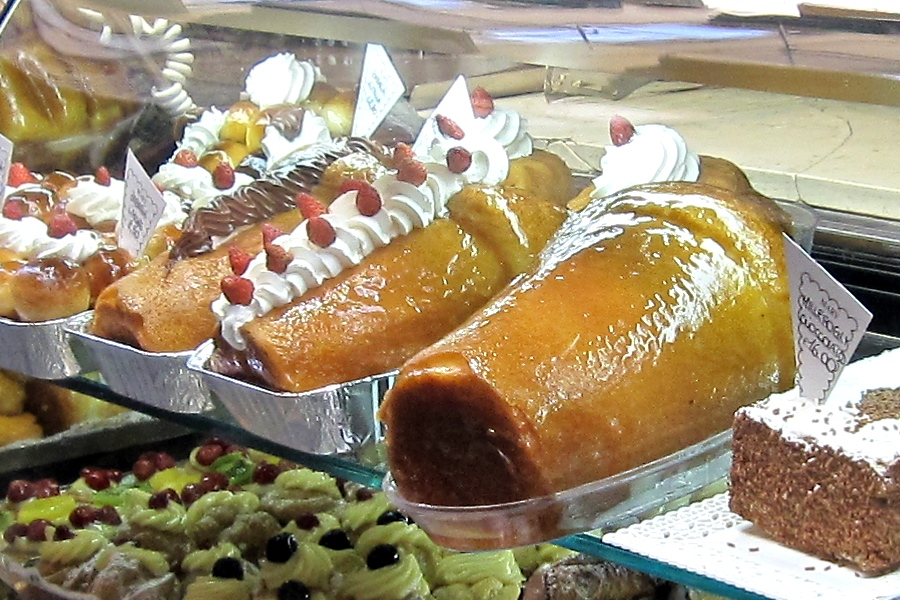
Les Babà napoletani (de droite à gauche : baba au rhum classique, baba à la crème et aux fraises, baba au chocolat).

La cuisine napolitaine propose une très grande variété de desserts. Parmi les principaux, on peut citer :
- la sfogliatella, frolla ou riccia, conçue au XVIIIe siècle au monastère de Santa Rosa, situé à Conca dei Marini, dans les environs d'Amalfi, dont la garniture contient crème de ricotta, farine, cannelle, vanille, cédrat, écorces d'oranges et fruits confits. Elle doit sa renommée à Pasquale Pintauro, pâtissier du début du XIXe siècle de la Via Toledo à Naples[47]. Parmi les variantes commercialisées aujourd'hui, on peut citer la Santa Rosa, plus grande et enrichie de crème et de cerises amarene ; la frolla faite de pâte feuilletée ; les code d'aragosta (« queues de langoustes »), farcies d'une crème à éclair ou de différentes sortes de crèmes. On se doit d'évoquer la lutte entre les partisans de la riccia et ceux de la frolla qui, depuis des temps immémoriaux, se disputent le titre d'authentique sfogliatella,
- le baba au rhum, variante napolitaine d'un dessert dont l'origine est probablement polonaise,
- les zeppole di San Giuseppe, sont des beignets recouverts de crème et de cerises amarene, soit frits, soit cuits au four, préparés pour la saint Joseph, le 19 mars[47],
- la pastiera, que l'on sert pendant les fêtes de Pâques, est un dessert typique, fait à la maison plutôt qu'en pâtisserie. Parmi les ingrédients, on trouve du blé, qui est commercialisé déjà bouilli et prêt à l'emploi. L'utilisation de cet ingrédient pourrait être lié aux cultes de la fécondité remontant à l'époque gréco-romaine[3],
- les struffoli, typiques de la période de Noël, sont un dessert fait d'une friture de petits beignets ronds couverts de miel, décorés de fruits confits, d'amandes et de confettis colorés, probablement originaires de la Grèce antique[47],
- la delizia al limone, à base de citrons venus de la péninsule de Sorrente et de limoncello, a été créée dans les années 1970 et appartient désormais de plein droit au patrimoine culinaire napolitain et à celui de la Campanie,
- la torta caprese, à base d'amande et de chocolat, constitue, avec la delizia al limone et le babà, un des desserts préférés pour les repas de mariage. Il vient d'un oubli de farine dans une recette de tarte aux amandes[47],
- la graffa, un beignet frit en couronne dont la pâte levée était composée de farine, de pommes de terre et de saindoux, aujourd'hui allégée[47],
- le zuppetta dolce ou torta diplomatica, classique de la pâtisserie dominicale, est un mille-feuille carré crousti-fondant qui alterne feuilletage et génoise, chaque couche étant recouverte de crème diplomatica, une crème pâtissière montée à la crème fouettée, et d'amarena, le tout soupoudré de sucre glace[47],
- la testa di moro, un dôme de génoise imbibé de rhum garni de crème chocolatée et recouvert de vermicelles au chocolat, figure sur la guantiera, le plateau de pâtisserie du dimanche[47],
- le biscotto all'amarena permettait autrefois d'utiliser des fonds de tartes ou des gâteaux devenus trop secs ou trop mous. Aujourd'hui, c'est un gâteau pâtissier dont la pâte sablée enveloppe une farce à base de génoise, chocolat et confiture d'amarena, au glaçage fin et croustillant[47],
- le fiocco di neve est la plus récente innovation, une petite brioche farcie de crème légère à la ricotta, imaginée par un jeune pâtissier napolitain[47].

Les glaces napolitaines (gelati) sont également célèbres, avec quelques spécialités, comme les coviglie et les spumoni, dont la préparation est restée traditionnelle.

## Plats de fête
La spécificité et la variété des plats consommés à Naples en période de fête nécessitent un paragraphe particulier.

### Plats de Noël

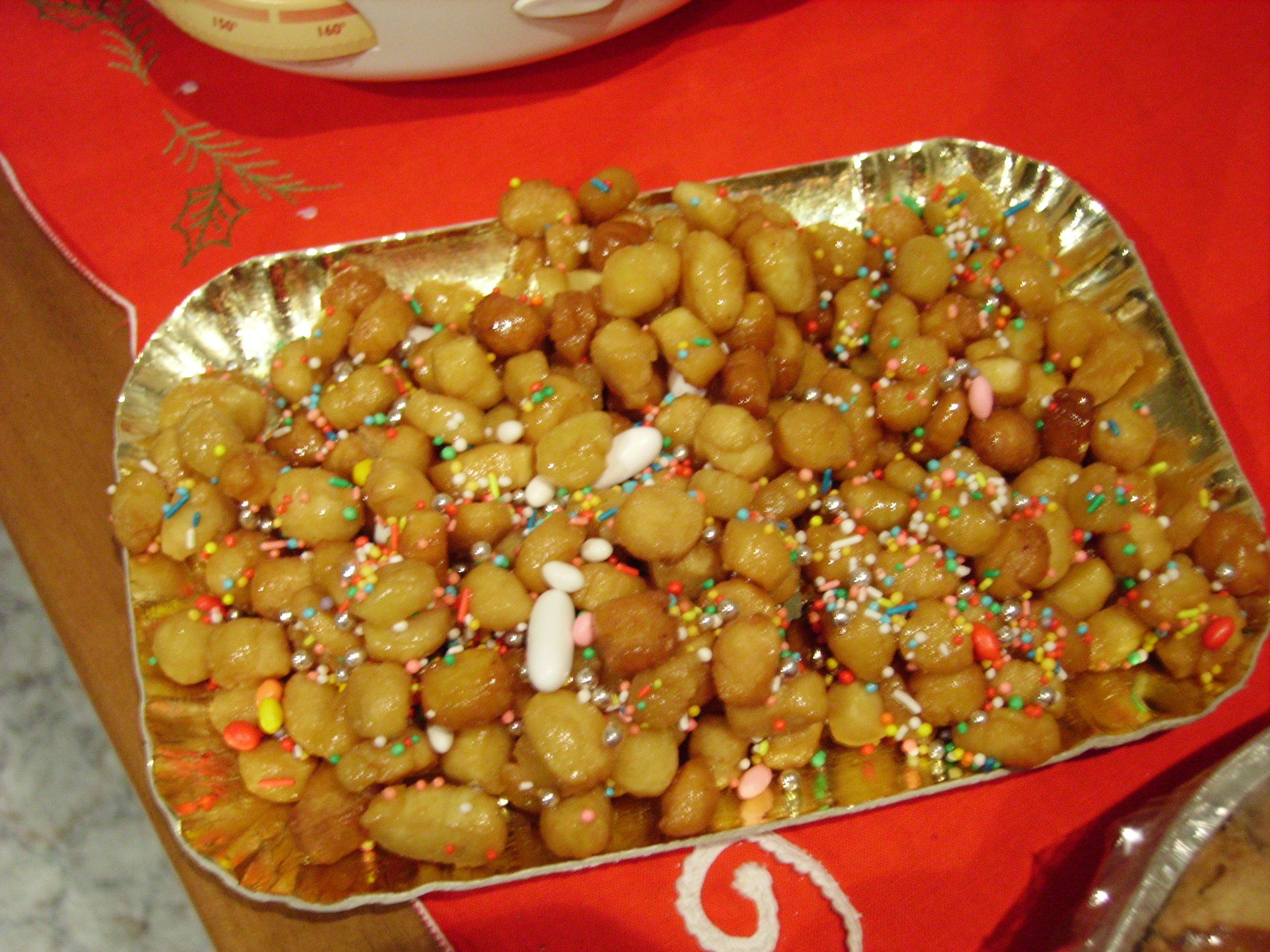
Struffoli, un dessert typique de Noël.

Le menu du dîner de réveillon comporte traditionnellement des spaghetti alle vongole, suivi par le capitone (anguille frite) et le baccalà (morue frite), accompagnées d'une insalata di rinforzo, préparée avec du chou-fleur bouilli, des cornichons, poivrons ronds, doux ou piquants, conservés dans le vinaigre (pupaccelle), olives et anchois salés.
On peut citer :
- mustacciuoli, biscuits en losanges parfumés au pisto napolitain et recouverts de chocolat. Les mostaccioli napoletani sont cités par Bartolomeo Scappi, cuisinier personnel du pape Pie V, dans son Pranzo alli XVIII di ottobre[48],[49] ,
- pasta reale, dans sa version napolitaine, n'est pas encore reconnue comme appartenant au patrimoine culinaire parthénopéen. Il s'agit de petites pâtisseries faites d'amandes très finement broyées, mélangées à parts égales avec du sucre et liées par du blanc d'œuf. Dans la version traditionnelle, elles sont couvertes d'un glaçage au sucre, qui peut conférer au dessert un caractère douceâtre, voire écœurant, et qui, pour cette raison, est de plus en plus souvent absent,
- raffiuoli, génoise couverte d'un glaçage de sucre blanc,
- roccocò, biscuits durs en forme de beignets et à base d'amandes,
- sapienze, une variante des susamielli, autrefois préparée par les clarisses du couvent de Santa Maria della Sapienza à Sorrente,
- susamielli, gâteaux en forme de S à base d'amandes,
- struffoli, déjà évoqués plus haut.

Le réveillon se conclut avec les ciociole (noix, noisettes, amandes), des figues sèches et les castagne del prete (« châtaignes du curé ») cuites au four.

### Plats de Pâques

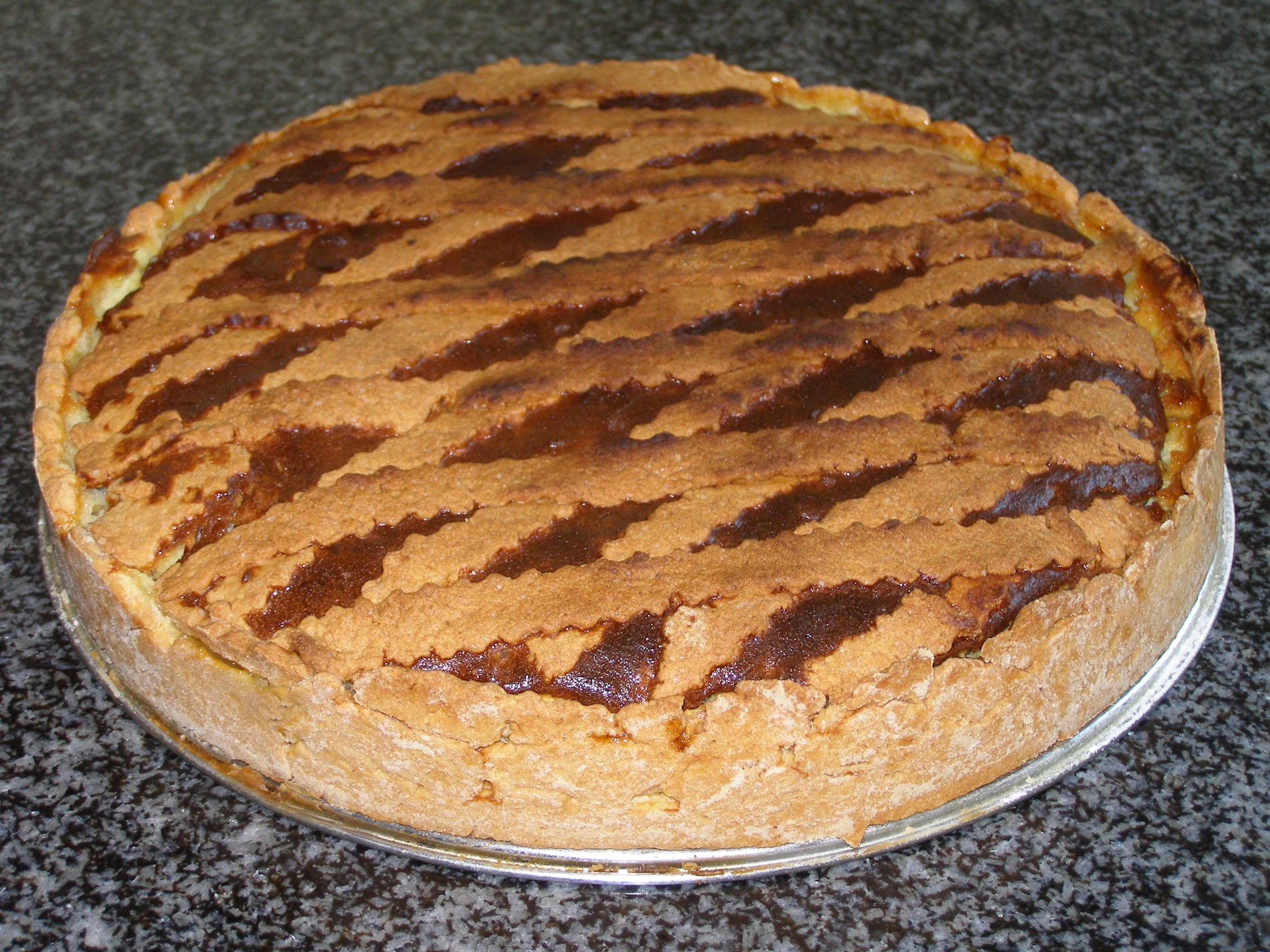
La pastiera, dessert typique de la période pascale.

Les pastiera et casatiello remontent au moins au XVIIe siècle, comme en témoigne cette citation tirée de la fable La Gatta Cenerentola (La Chatte Cendrillon) de Giambattista Basile (1566-1632).
« E' venuto lo juorno destenato, oh bene mio:
che mazzecatorio e che bazzara che se facette!
Da dove vennero tante pastiere e casatielle ?
Dove li sottestate e le porpette ?
Dove li maccarune e graviuole?
Tanto che nce[Quoi ?] poteva magnare n'asserceto formato. »
— Giambattista Basile, La Gatta Cenerentola.
Le plat principal consommé durant les fêtes de Pâques est le casatiello, qu'on emporte également avec soi le lundi de Pâques, pour les excursions hors les murs, accompagné de charcuteries tranchées (principalement salami et coppa), ricotta salée et œufs durs, ou de viande d'agneau ou de chevreau cuite au four avec des pommes de terre et des petits pois. Le dessert typique de Pâques est la pastiera, réalisée exclusivement à la maison dans des versions variées, selon les traditions de chaque famille.
Une description d'un repas de Pâques au XIXe siècle nous montre un menu proche des usages actuels.

« Je ne décrirai pas le repas de Pâques : ouvrez donc la Cucina du duc de Buonvicino, et vous y trouverez plus que je ne pourrais vous en dire. Mais les plats habituels sont la minestra de Pâques, le spezzatello (aujourd'hu appelé spezzatino) avec des œufs et des petits pois, l'agneau au four, la salade incappucciata, la soppressata avec des œufs durs, le tortano, le casatiello, et pour couronner le repas, la pastiera. »

— Francesco de Bourcard, Usi e costumi di Napoli, vol. II, p. 274.

### Autres fêtes
Pour le carnaval, les Napolitains préparent une version de la Lasagne sans sauce béchamel. Parmi les desserts de carnaval figurent les chiacchiere, une forme de beignets connue dans toute l'Italie, parfois sous d'autres noms, le sanguinaccio (une crème à base de chocolat noir qui faisait appel, dans la version originelle, à un mélange de sang de porc et de chocolat) souvent accompagné de boudoirs (savoiardi). Autre dessert typique du temps de carnaval : le migliaccio, originaire de Bénévent, dans sa version sucrée à base de farine, assez proche, quant au contenu, de la sfogliatella.
Le 2 novembre, on mange le torrone dei morti qui, à la différence du nougat (ou du touron) classique, n'est pas à base de miel, mais de cacao. Il est préparé dans plusieurs versions, avec des noisettes ou des fruits secs, des fruits confits ou candis, du café ou d'autres arômes.

## Fruits

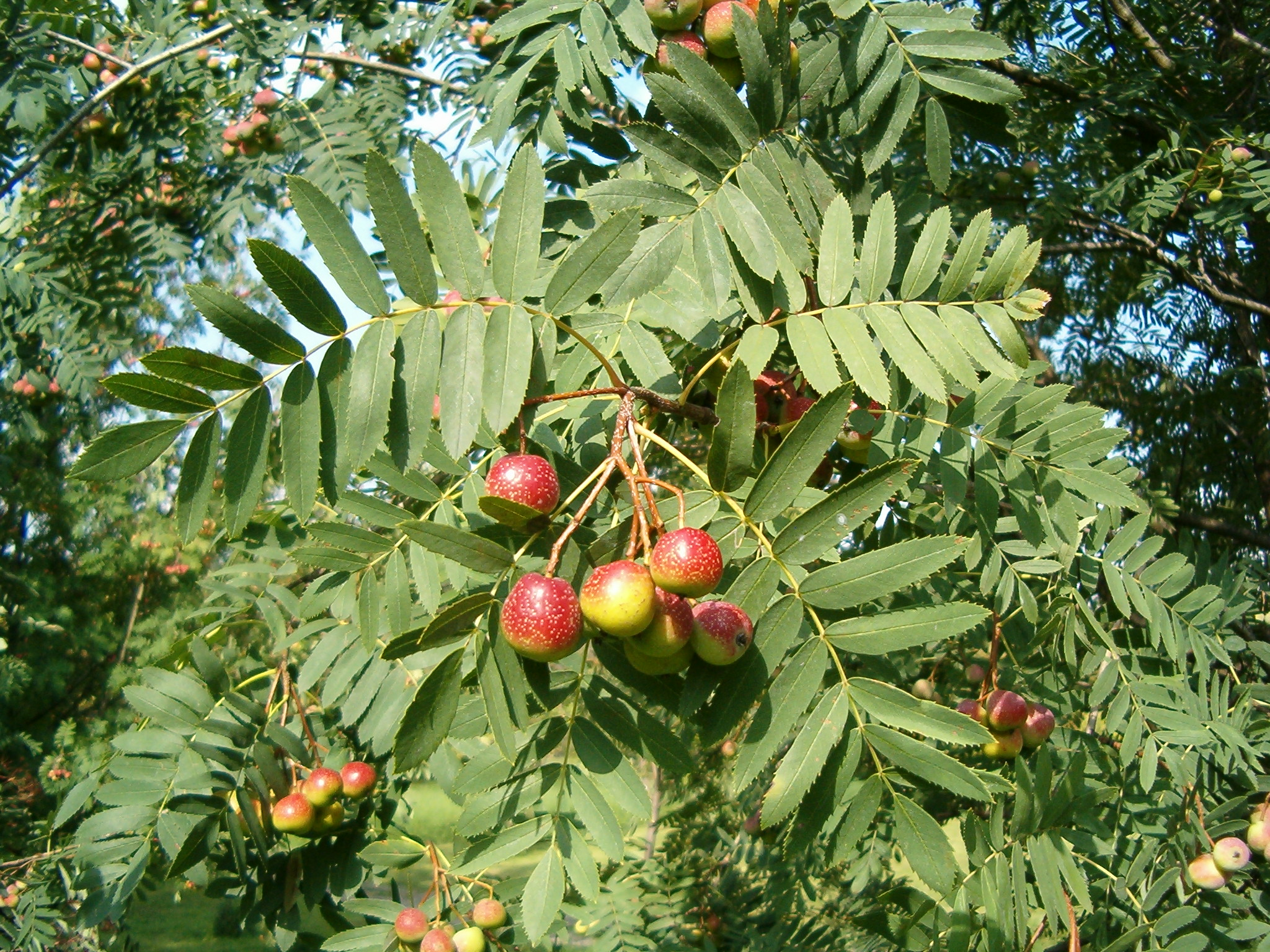
Grappe de baies de sorbier (it) aussi appelées it (« nèfles amères ») dans un poème du XVIIIe siècle.

Les fruits sont souvent présentés à la fin du repas, surtout en été. La production locale est abondante et variée en toutes saisons, avec quelques produits-phares, comme la mela annurca, une variété de pomme typique de la Campanie. Elle bénéficie d'ailleurs d'une IGP.
Les crisommole, une variété d'abricots connue depuis le XVIe siècle sont produites sur les pentes du Vésuve, tout comme la variété de cerises dite cerase d' 'o monte. Parmi les autres fruits que l'on trouve sur les tables napolitaines, on peut citer les nèfles, les baies de sorbier (sorbe), qui se cueillent en grappes, encore vertes, plusieurs variétés de figues et les fruits du Mûrier, blancs (e cevese annevate) et rouges, devenus rares de nos jours. La pêche jaune col pizzo, dont la chair adhère au noyau (aussi appelée percuoco, ou percoca en napolitain) est utilisée coupée en morceaux et macérée dans le vin du Monte di Procida, le tout consommé froid, selon la tradition espagnole que l'on retrouve dans la sangria.
Jusqu'à la fin du XXe siècle, on pouvait acheter des tranches de pastèque ('o mellone) gardées au frais sur les éventaires des mellunari, qui s'installaient pendant l'été et qui ont depuis disparu. Si l'on pensait acheter une pastèque entière, on prenait la précaution de faire la prova, c'est-à-dire de tailler, avec un long couteau, un échantillon de forme pyramidale qui permettait à l'acheteur potentiel de goûter la pulpe avant de confirmer son achat. Cette pratique a été abandonnée progressivement en raison, principalement, de motifs d'hygiène.
Les fruits secs sont consommés traditionnellement pendant les fêtes de Noël, sous le nom de ciociole (voir plus haut). Les châtaignes entrent dans la composition de plusieurs recettes, parmi lesquelles les cauzuncielli, sortes de chaussons feuilletés en forme de demi-lunes, fourrés avec un mélange de purée de châtaignes et de chocolat, café, sucre, anis ou rhum. On les consomme également allesse, c'est-à-dire épluchées et bouillies avec des feuilles de laurier. Les Napolitains les préfèrent alors au petit déjeuner.

## Vins
Le répertoire des vins italiens contient de nombreuses productions de qualité en provenance de Campanie, très adaptées à la cuisine locale. Parmi les vins blancs : le Greco di Tufo, la Campi Flegrei Falanghina, le Fiano di Avellino, et l'Asprinio di Aversa. Pour ce qui concerne les vins rouges : le Taurasi, l'Aglianico, le Piedirosso (pere 'e palummo), le Solopaca, le Lacryma Christi du Vésuve, ce dernier disponible en rouge ou en blanc.
Trois vins de Campanie bénéficient d'une appellation Denominazione di origine controllata e garantita, tous produits dans la province d'Avellino :
- le Taurasi, rouge, qui existe aussi dans une version Taurasi réserve,
- le Fiano di Avellino, blanc,
- le Greco di Tufo, blanc, qui existe aussi dans une version mousseuse, le spumante.

## Café

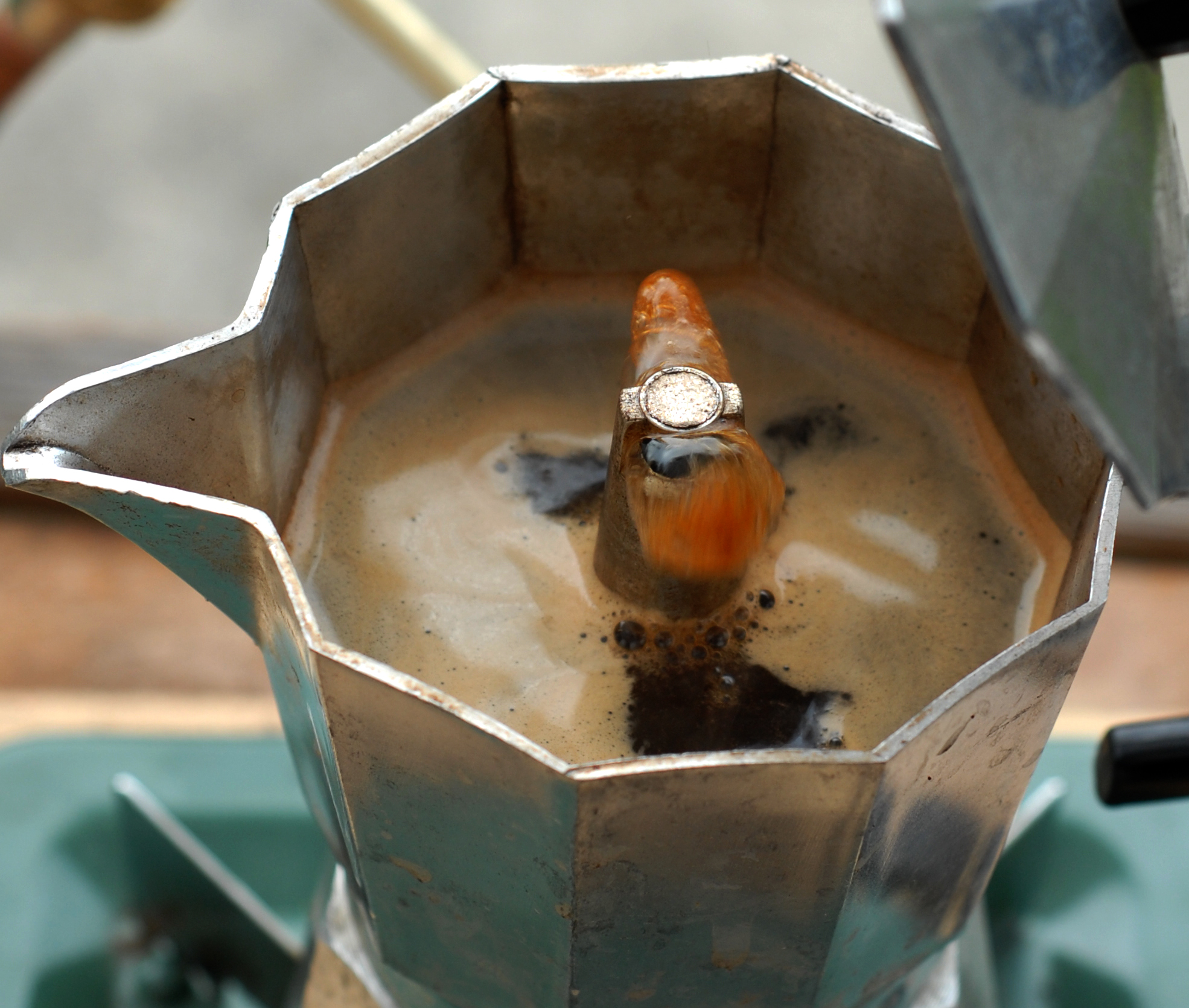
La cafetière moka a désormais remplacé la cafetière napolitaine dans la plupart des foyers napolitains.

Aucun repas ne se termine sans[réf. nécessaire] une tazzulella 'e cafè, une petite tasse de café qui, si l'on est au restaurant, peut se déguster à table, mais que l'on prend le plus souvent au bar. Parmi les établissements les plus célèbres de Naples, on peut citer le Caffè Gambrinus, café historique situé sur la piazza Trieste e Trento.
Les Napolitains font grand cas de leur café, qu'ils estiment unique de par son arôme et sa densité. Il existe des légendes urbaines qui tendent à confirmer cette conviction, sur la base de différentes raisons liées par exemple à la qualité de l'eau du Serino,, au type de mélange, au réglage de la machine ou, plus simplement, au coup de main des cafetiers napolitains. Aucune de ces hypothèses n'a jamais été confirmée.
Dans les foyers napolitains, la cafetière napolitaine que l'on trouve toujours dans le commerce, a été largement supplantée par la cafetière moka.

## Liqueurs

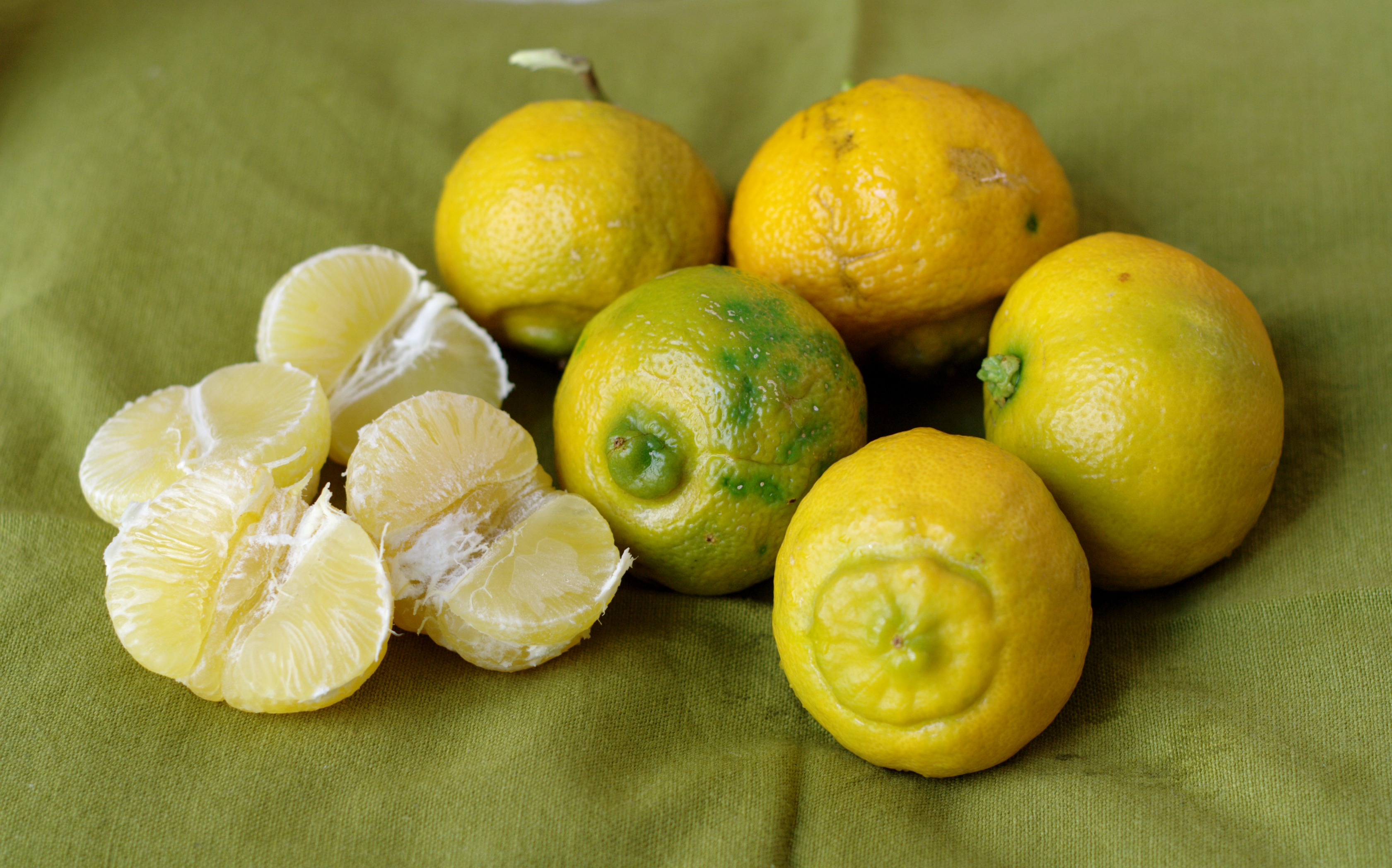
Limo, agrume devenu rare et utilisé traditionnellement pour la préparation de liqueurs aux agrumes.

Lorsque le déjeuner ou le dîner ont été copieux, ils peuvent se conclure par un café et des liqueurs. On connait aujourd'hui le limoncello, mais on lui préférait autrefois la liquore ai quattro frutti, (liqueur aux quatre fruits), à savoir citron, orange, mandarine et limo (variété de citron proche de la bergamote et devenue aujourd'hui extrêmement rare). Le limo napolitain ne doit pas être confondu avec la lime ou limetto (Citrus aurantiifolia) dont l'arôme est totalement différent. Le nocino, liqueur à base de noix fraîches, présente dans d'autres régions d'Italie, fait partie des digestifs les plus appréciés.

## Gastronomie napolitaine à emporter
De tous temps, il a existé à Naples une tradition de cuisine de rue et il est fréquent de consommer en marchant. Cette tradition remonte aux thermopolia de l'époque romaine, comme ceux que l'on a retrouvés à Pompéi et Herculanum, ainsi que dans de très nombreux sites archéologiques de la zone. Les produits de friterie sont toujours typiques du commerce du centre historique de Naples : pastacresciute, scagliozzi, sciurilli, frittatine di maccheroni alla besciamella, panini fritti (nommés viennesi ou viennois), mozzarella in carrozza, aubergines et courgettes frites, crocchè de pommes de terre fourrés à la mozzarella, dont il existe un modèle réduit, sans mozzarella, appelé panzarotti.
On peut encore trouver la pizza a libretto et la pizza fritta dans les commerces de la via dei Tribunali, à port'Alba et sur la piazza Cavour. Dans le quartier de Pignasecca, on trouve encore quelques boutiques de carnacuttari qui préparent différentes sortes de tripes ('o pere e 'o musso) ou la soupe traditionnelle zuppa 'e carnacotta. Entre Mergellina et via Caracciolo se trouvent encore de nombreux marchands de taralli nzogna e pepe (toasts au saindoux et au poivre), alors que le bouillon de poulpe (’o broro 'e purpo), autrefois proposé par les marchands ambulants, est devenu pratiquement introuvable.
Il existait encore, au début des années 2000, des éventaires qui proposaient ’o spassatiempo (le passatempo, composé de noisettes, graines de citrouille et pois chiches torréfiés, graines de lupin en saumure. Le nom (« passe-temps ») évoque le temps nécessaire pour éplucher ce mélange de graines, fruits secs et légumineuses. Jusqu'aux dernières décennies du siècle dernier, un vendeur de paninis à la ricotta offrait un panier-repas aux excursionnistes qui s'embarquaient pour les îles depuis le port de Pouzzoles.
En été, les marchands ambulants offrent encore la possibilité de se rafraîchir avec une simple granita, baptisée a rattata (« grattée »), c'est-à-dire de fins copeaux extraits d'un bloc de glace à l'aide d'un petit instrument semblable à une raclette et arrosés d'un sirop de glucose. Les arômes classiques sont au lait d'amande, à la cerise ou à la menthe.

## Culture populaire
Le premier fast food des temps modernes qui se soit donné cette qualification est né à Naples, et se nomme Vaco 'e press (« Je suis pressé »). Né aux débuts du XXe siècle, il s'agissait d'une friterie-rôtisserie qui se trouve toujours dans le centre de Naples, piazza Dante.